# Маттіа Преті
Маттіа Преті (італ. Mattia Preti; 24 лютого 1613 — 3 січня 1699) — італійський художник епохи бароко, який працював в Італії та на Мальті. Він був призначений членом Ордену Святого Івана.

## Життя

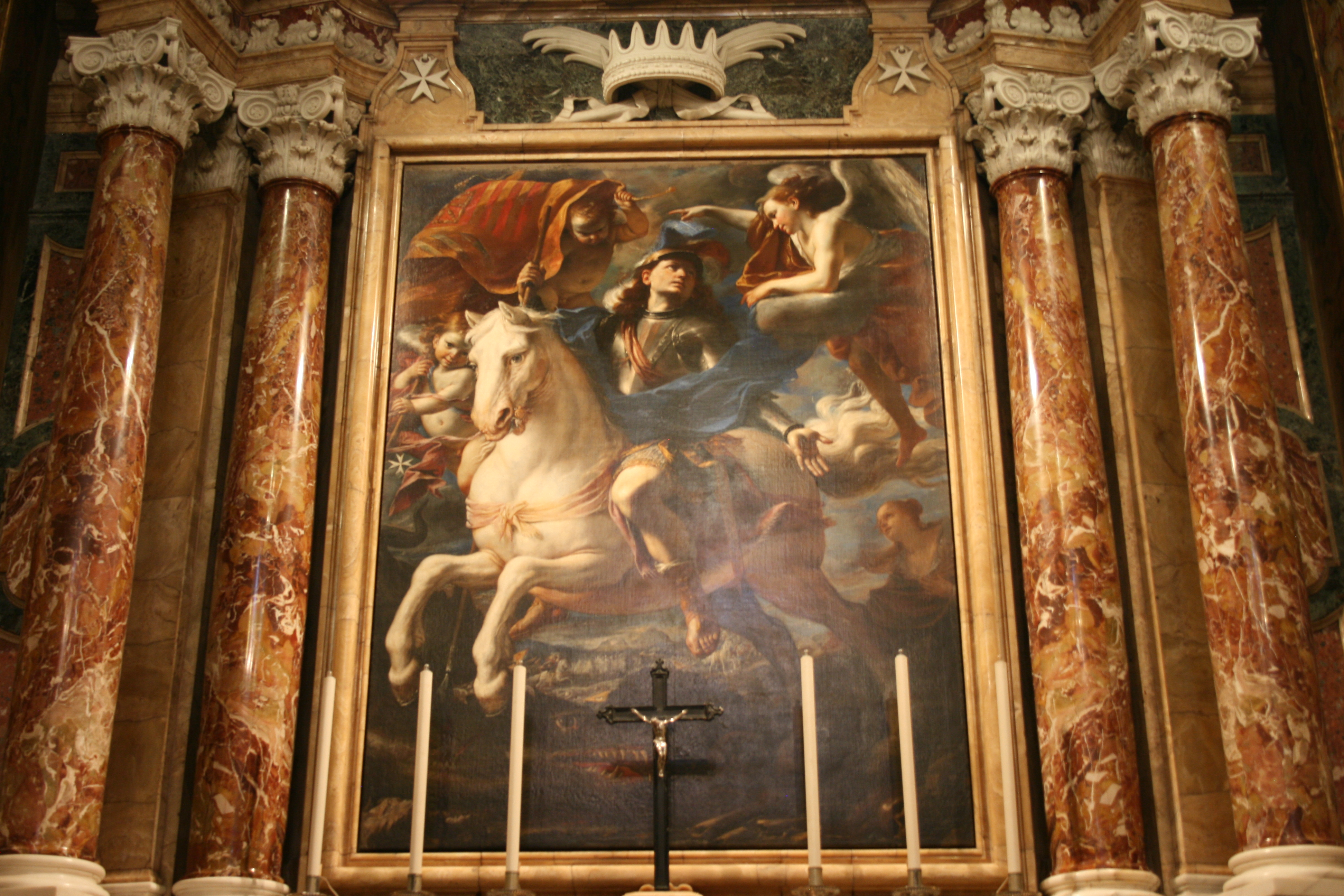
Святий Георгій на коні, собор Святого Івана, Валлетта

Преті народився в маленькому містечку Таверна в Калабрії, і після призначення лицарем Ордену Святого Івана (Мальтійських лицарів) у 1660 році його називали Il Cavalier Calabrese (калабрійським лицарем). Кажуть, що його раннє навчання відбулося у «караваджіста» Джованні Баттіста Караччоло, що може пояснити його довічну зацікавленість стилем Караваджо.
Ймовірно, до 1630 року Преті приєднався до свого брата Грегоріо (також художника) в Римі, де познайомився з техніками Караваджо та його школи, а також з роботами Гверчіно, Рубенса, Гвідо Рені та Джованні Ланфранко. У Римі він намалював цикли фресок у церквах Сант-Андреа-делла-Валле та Сан-Карло-аї-Катінарі. Між 1644 і 1646 роками він, можливо, провів деякий час у Венеції, але до 1653 року залишався в Римі, повернувшись пізніше, у 1660—1661 роках. Він написав фрески для церкви Сан-Бьяджо в Модені (прибл. 1651—1652) і брав участь у фресковому оздобленні Палаццо Памфілі у Вальмонтоне (задокументовано 1660–61), де він працював разом з П'єром Франческо Мола, Гаспаром Дуге, Франческо Коцца, Джованні Баттіста Тассі (il Cortonese), і Гульєльмо Кортезе.
Протягом більшої частини 1653—1660 років він працював у Неаполі, починаючи з картини «Святий Миколай». Там на нього вплинув інший видатний художник його епохи, Лука Джордано. До основних робіт Преті належить серія великих фресок ex votos із зображенням Діви Марії або святих, які рятують людей від чуми, що були намальовані на семи міських воротах і зараз втрачені — два ескізи до них знаходяться в Музеї Каподімонте в Неаполі, включаючи боццетто Діви Марії з немовлям Ісусом, що нависає над вмираючими та їхніми похоронними групами, що уявляє Страшний суд під головуванням жінки. Преті також отримав замовлення на нагляд за будівництвом, різьбленням та позолотою нефа та трансепта церкви Сан-П'єтро-а-Майелла, а також на створення картин «Юдита та Олоферн» та «Святий Іван Хреститель», обидві з яких досі знаходяться в Неаполі.
Отримавши звання Лицаря Благодаті Ордена Святого Івана, 1659 року він відвідав штаб-квартиру ордену на Мальті та провів там більшу частину свого життя. Преті перетворив інтер'єр собору Святого Івана у Валлетті величезною серією картин про життя та мучеництво Святого Івана Хрестителя (1661—1666). На Мальті також можна знайти багато картин Преті в приватних колекціях та парафіяльних церквах. Його зростаюча репутація призвела до розширення кола меценатів, і він отримував замовлення з усієї Європи.
Перебуваючи на Мальті, Преті мав раба, який працював моделлю для його картин.
Преті пощастило насолодитися довгою кар'єрою та значним мистецьким доробком. Його картини, що представляють яскравий стиль пізнього бароко, зберігаються в багатьох великих музеях, зокрема у важливих колекціях у Неаполі, Валлетті, Палермо та в його рідному місті Таверні, Калабрія.

## Спадщина
У районі Мандерагжо у Валлетті є міська площа, названа на його честь, площа Маттіа Преті (мальт. Misraħ Mattia Preti). На цій площі також є його пам'ятний бюст, відкритий місцевою радою Валлетти у 2014 році. Він похований у соборі Святого Івана у Валлетті разом з багатьма іншими лицарями Ордену.

## Галерея

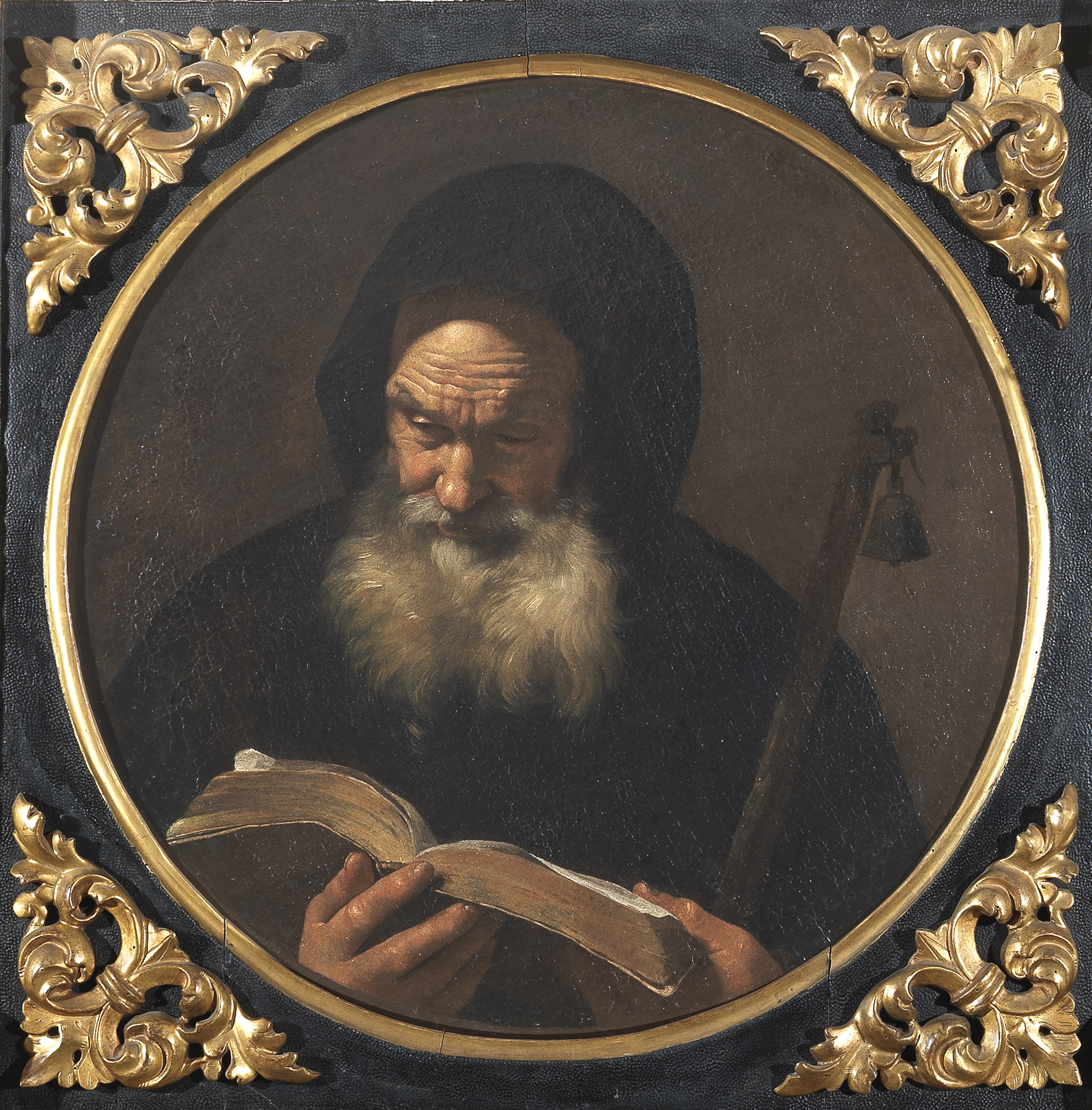
Сант-Антоніо-Абате, бл. 1628 р., 62 × 62 см, приватна колекція
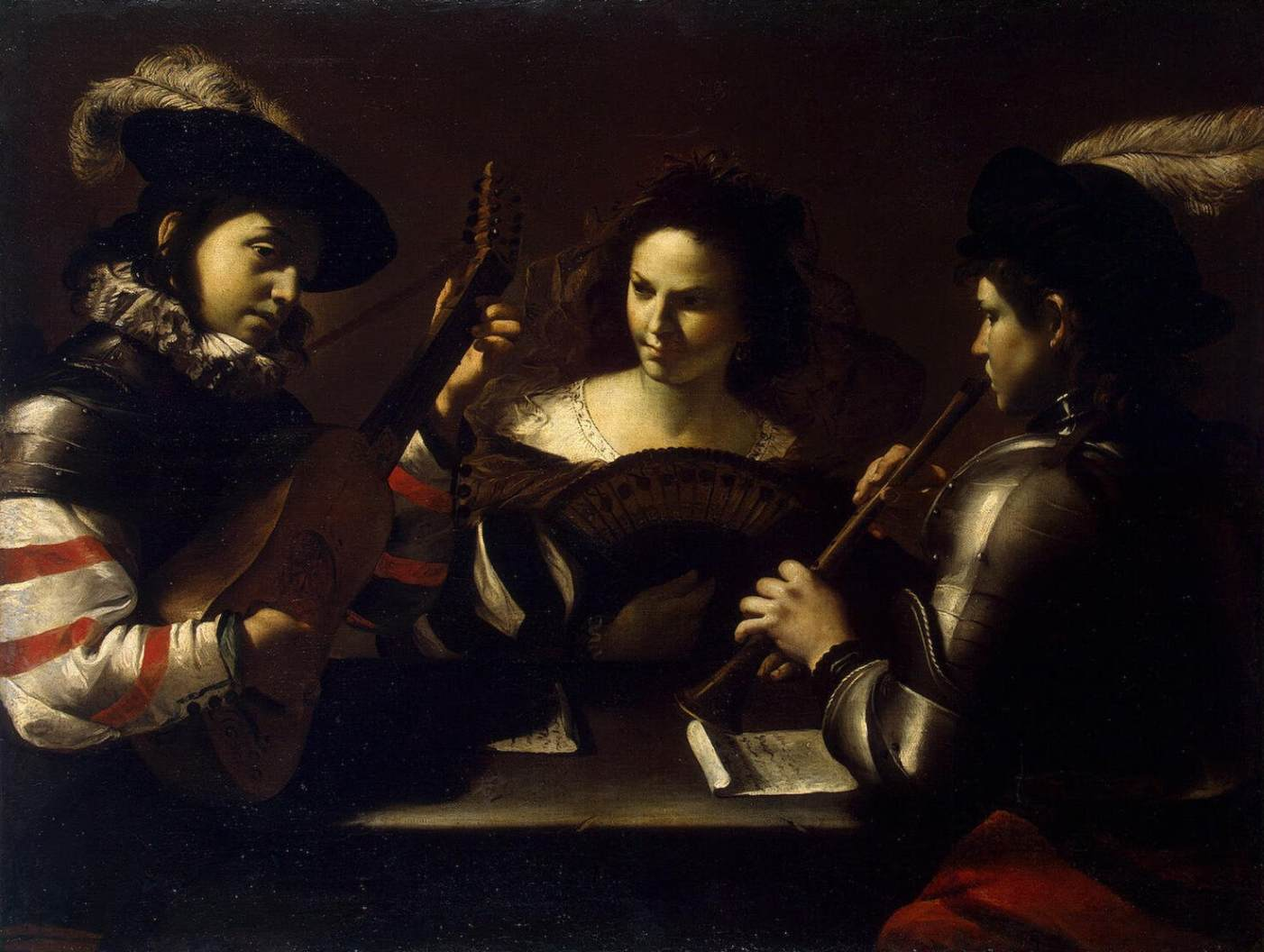
Концерт, бл. 1630 р., Ермітаж, Санкт-Петербург
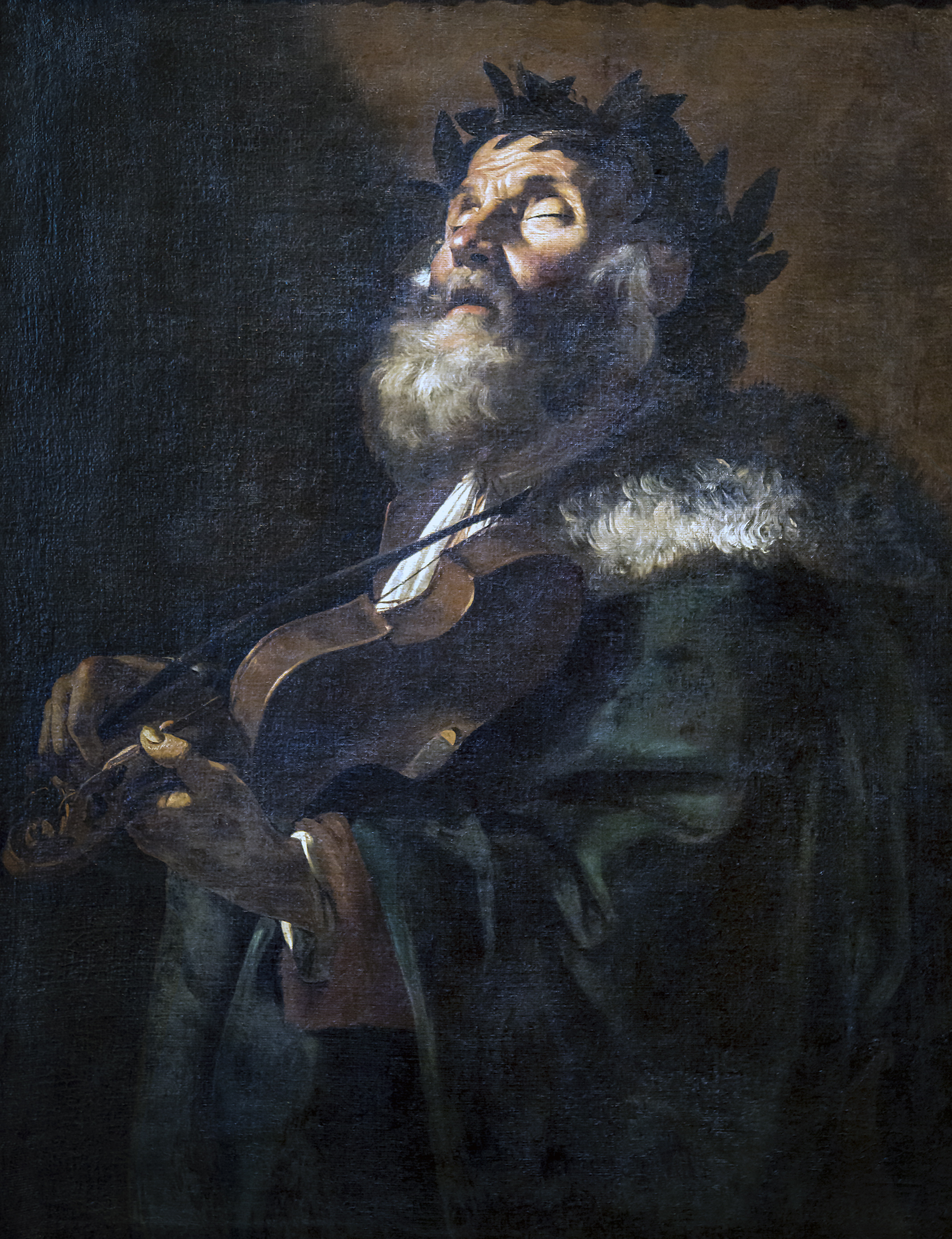
Гомер бл.1635 р., 102 x 81 см, Галерея Академії, ВенеціяВенеція
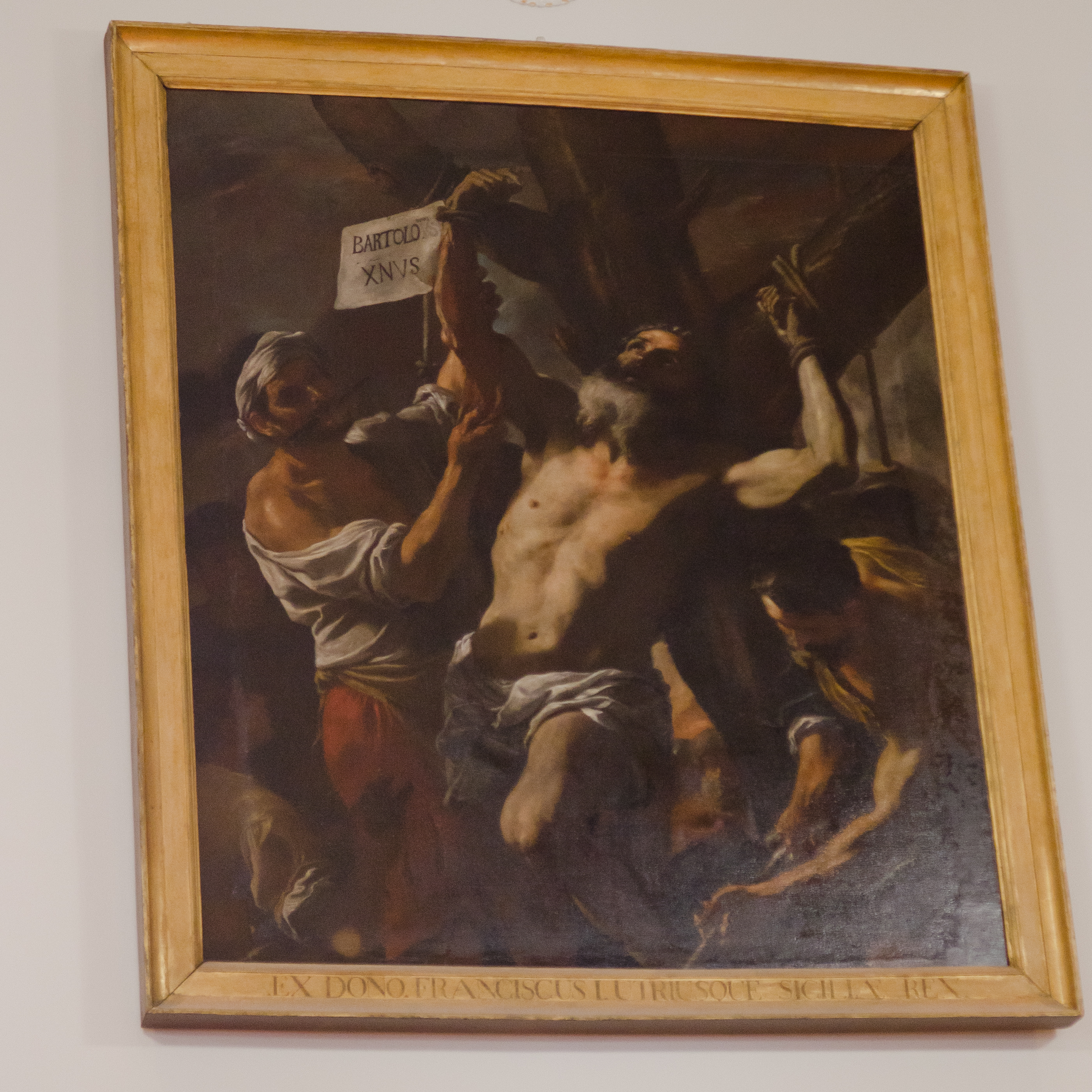
Мучеництво святого Варфоломія, бл. 1650 р., базиліка Святого Йосипа Протокатедральний собор
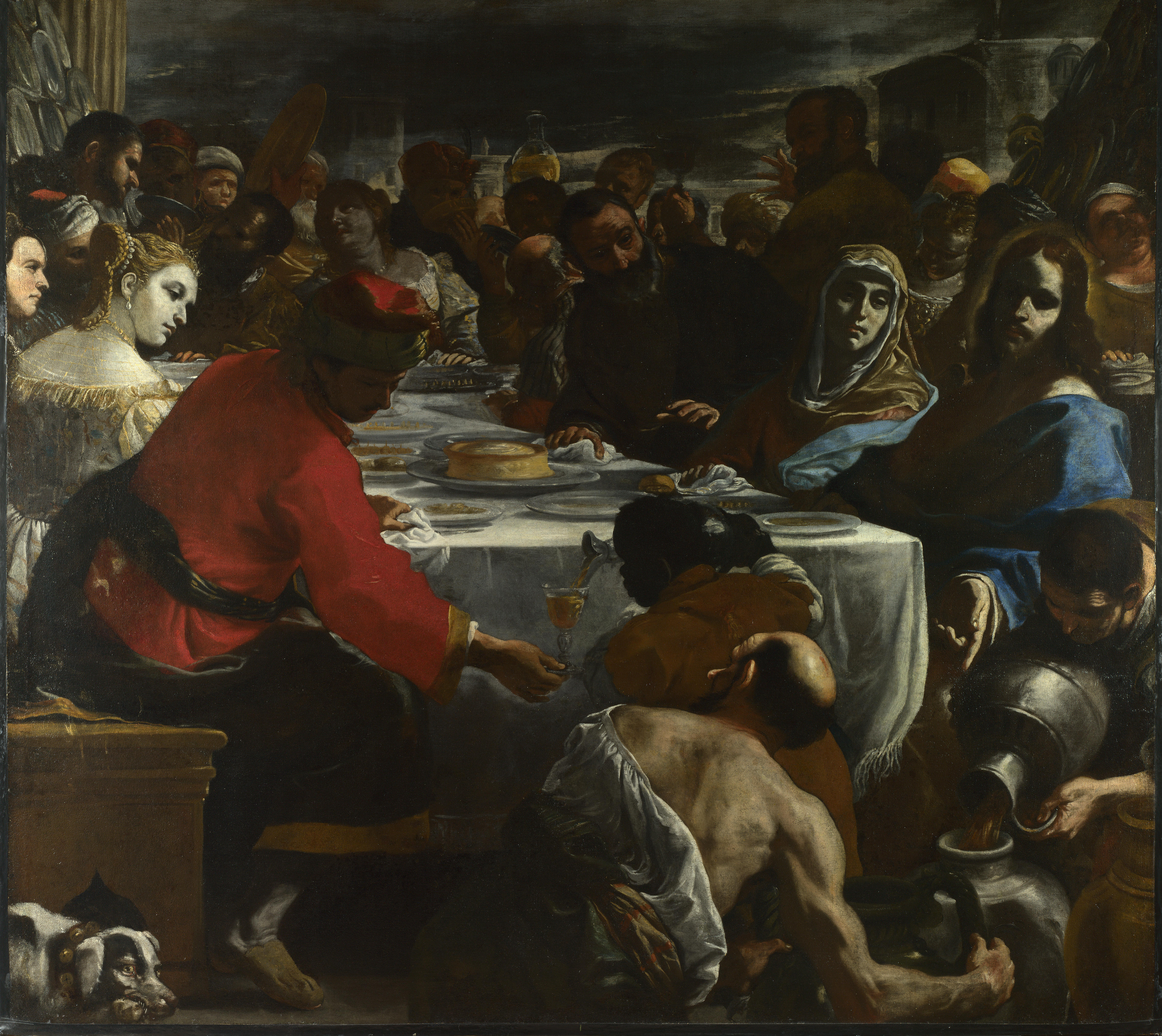
Весілля в Кані, бл. 1655–1660 рр., Національна галерея, Лондон
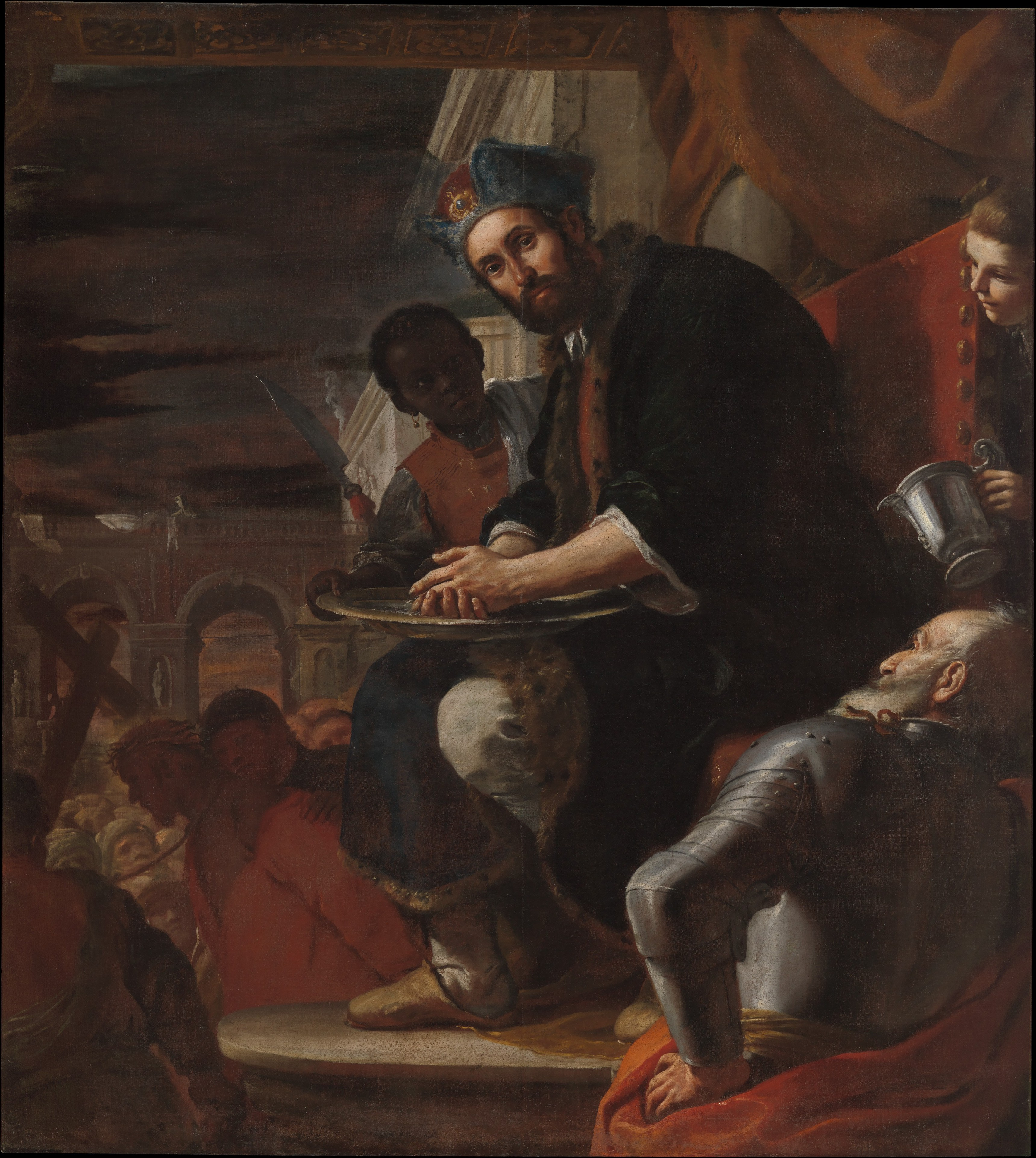
Пілат миє руки, бл. 1663 р., Музей мистецтва МетрополітенМузей мистецтва Метрополітен, Нью-Йорк
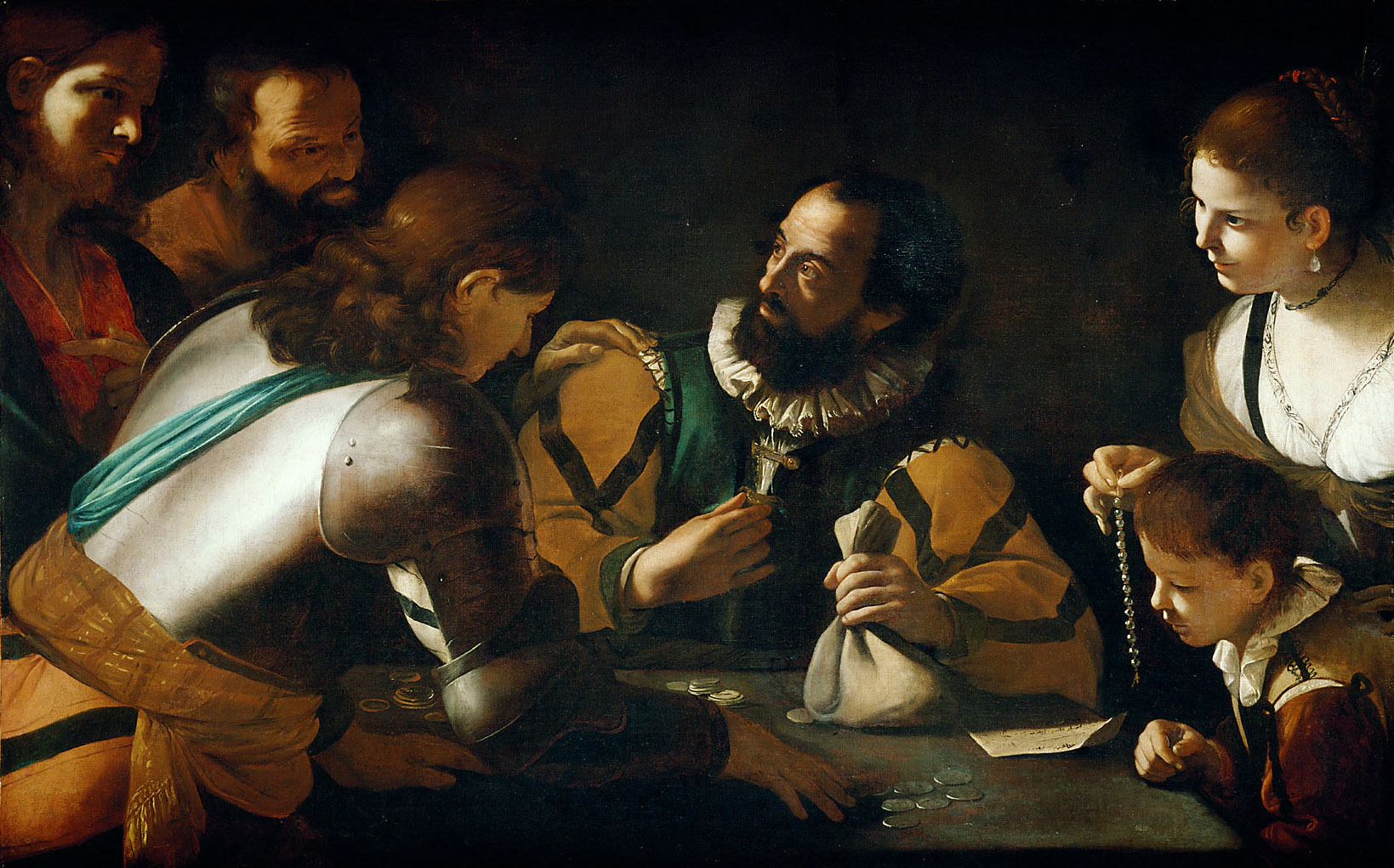
Заклик апостола Матвія, бл. 1630–1640 рр., 104 × 164 см, Музей історії мистецтв, Відень
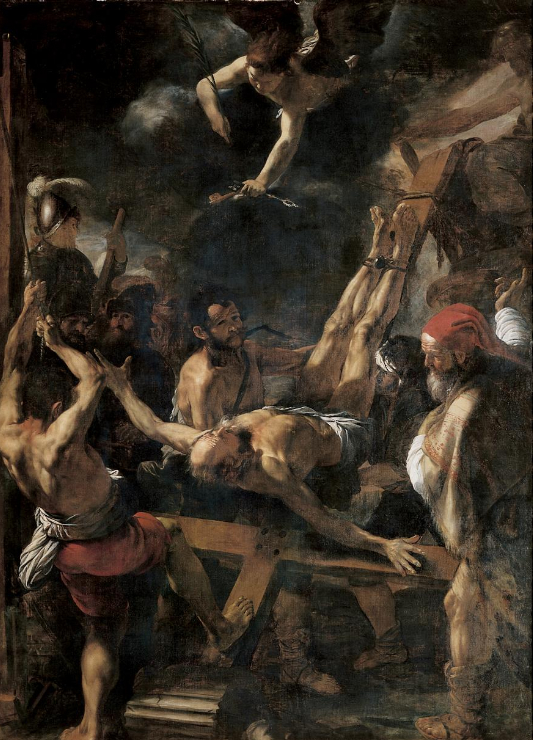
Мучеництво святого Петра, бл. 1630–1650 рр., Музей Гренобля
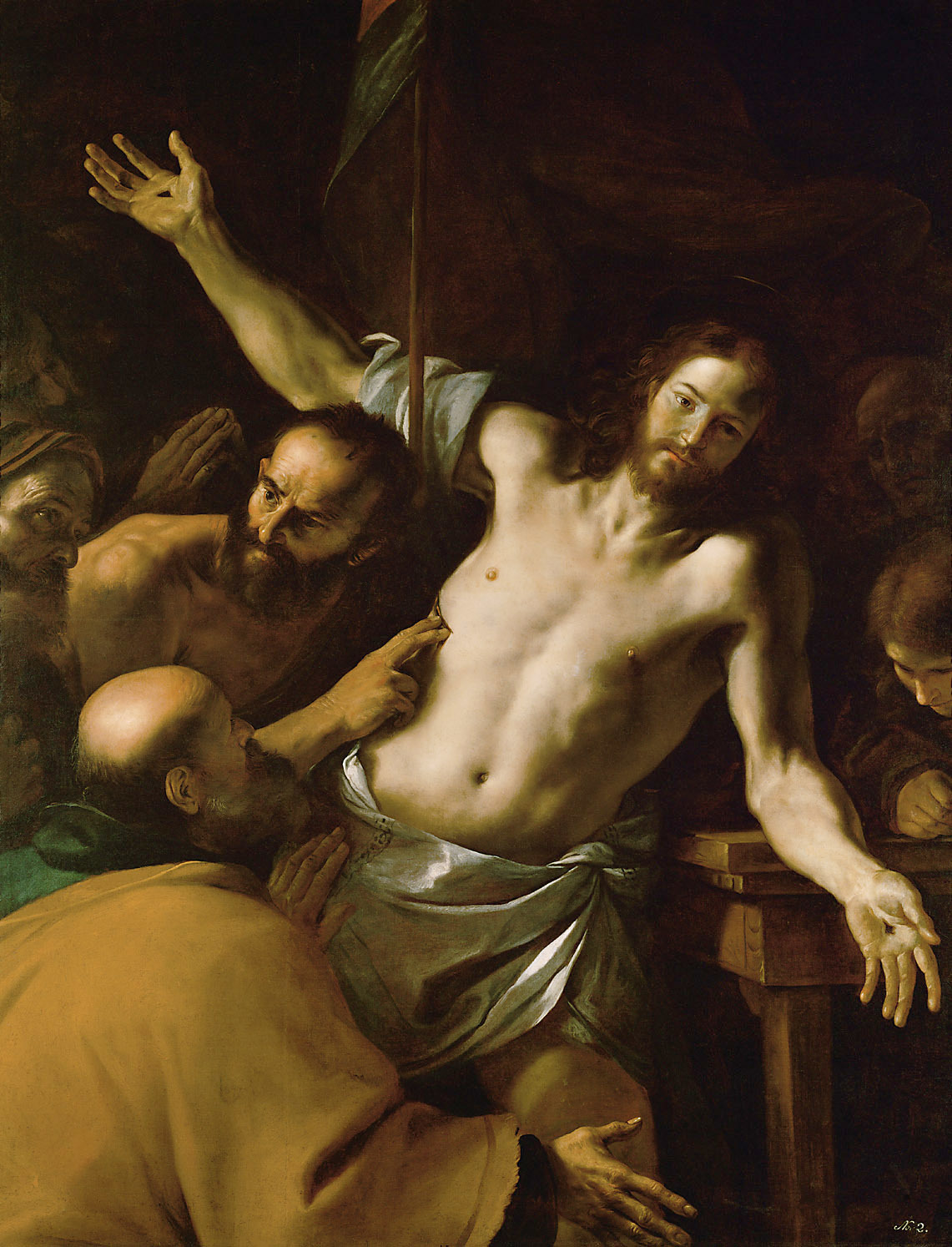
Хома Невіруючий, бл. 1656-1660 рр., 187 x 145 см, Музей історії мистецтв
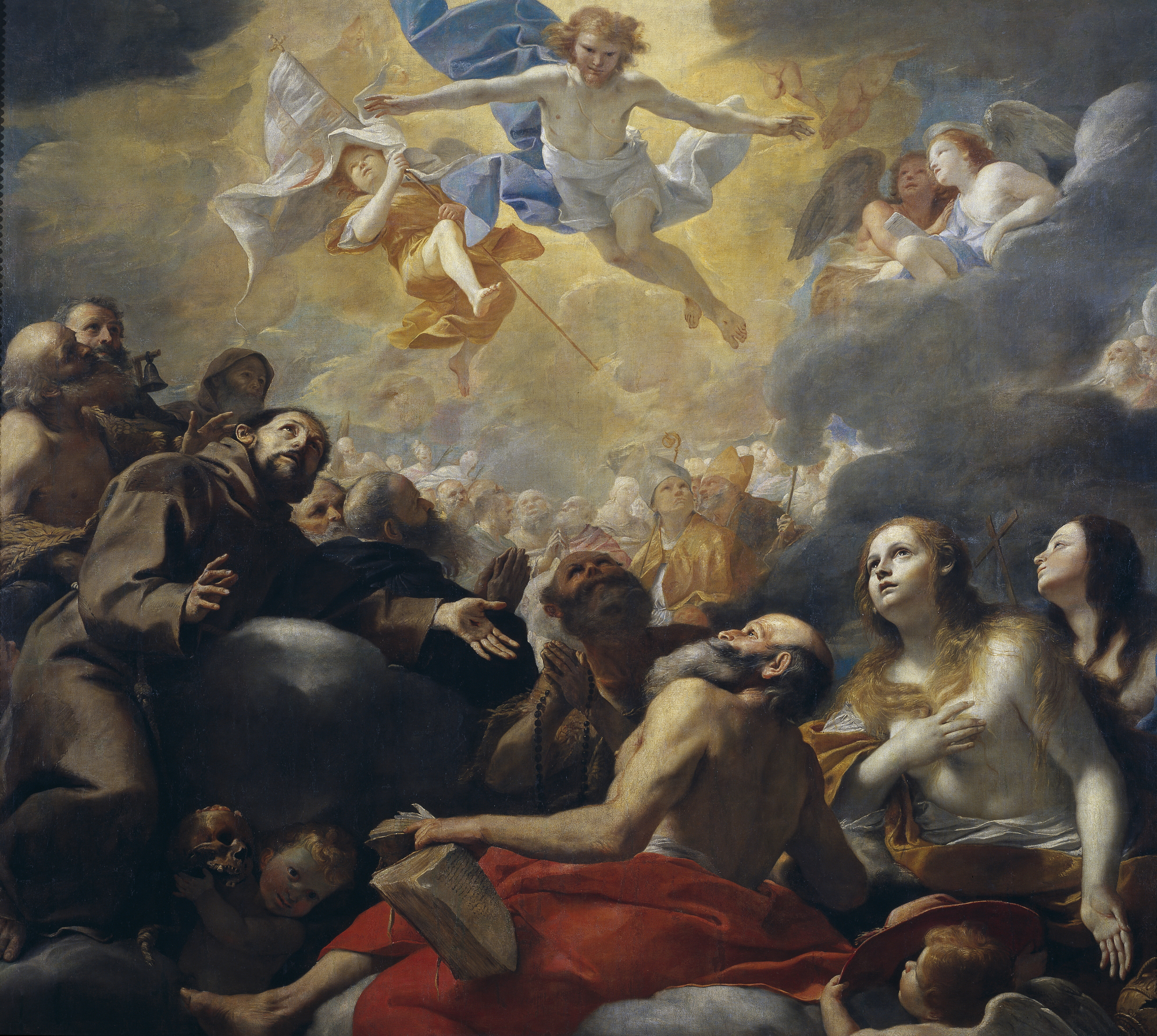
Христос у славі зі святими, 1660-1661 рр., Національний музей Прадо, Мадрид
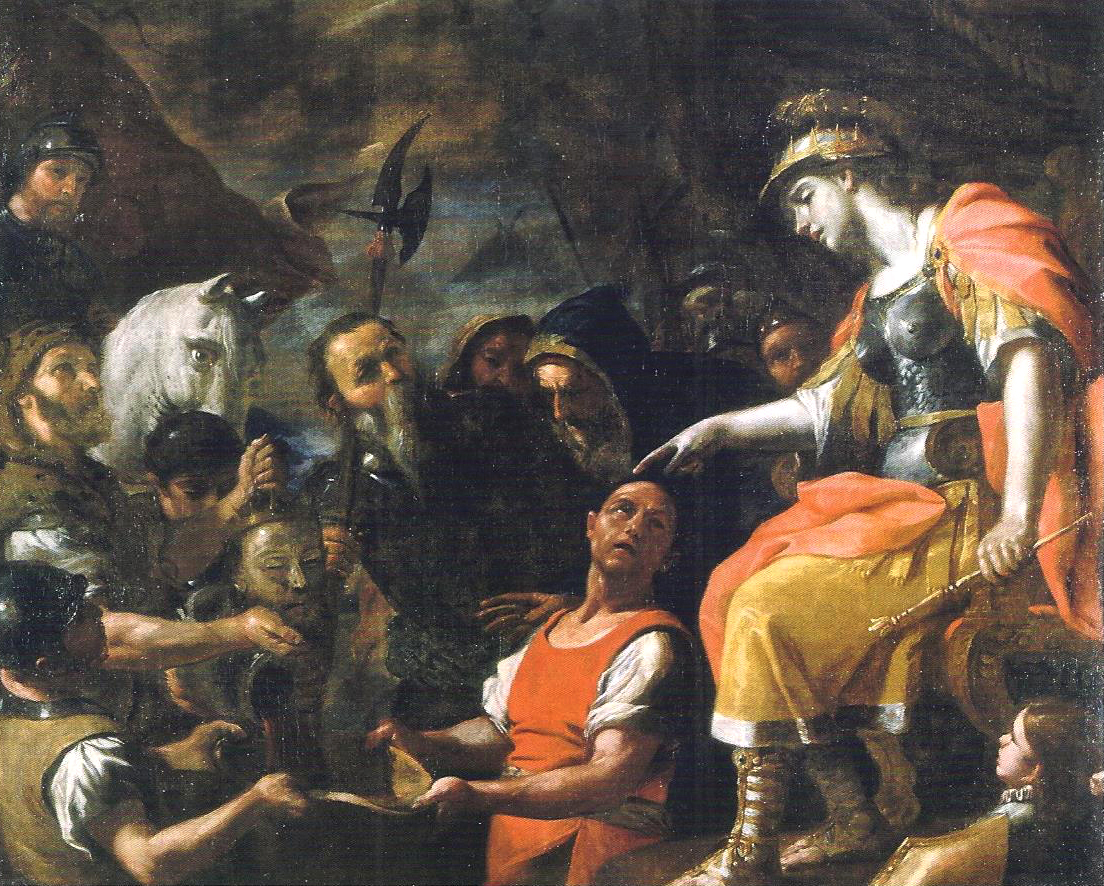
Томіріс занурює голову Кіра у шкірний мішок з кров’ю, 1685-89 рр., 174 x 213, Лувр, Париж
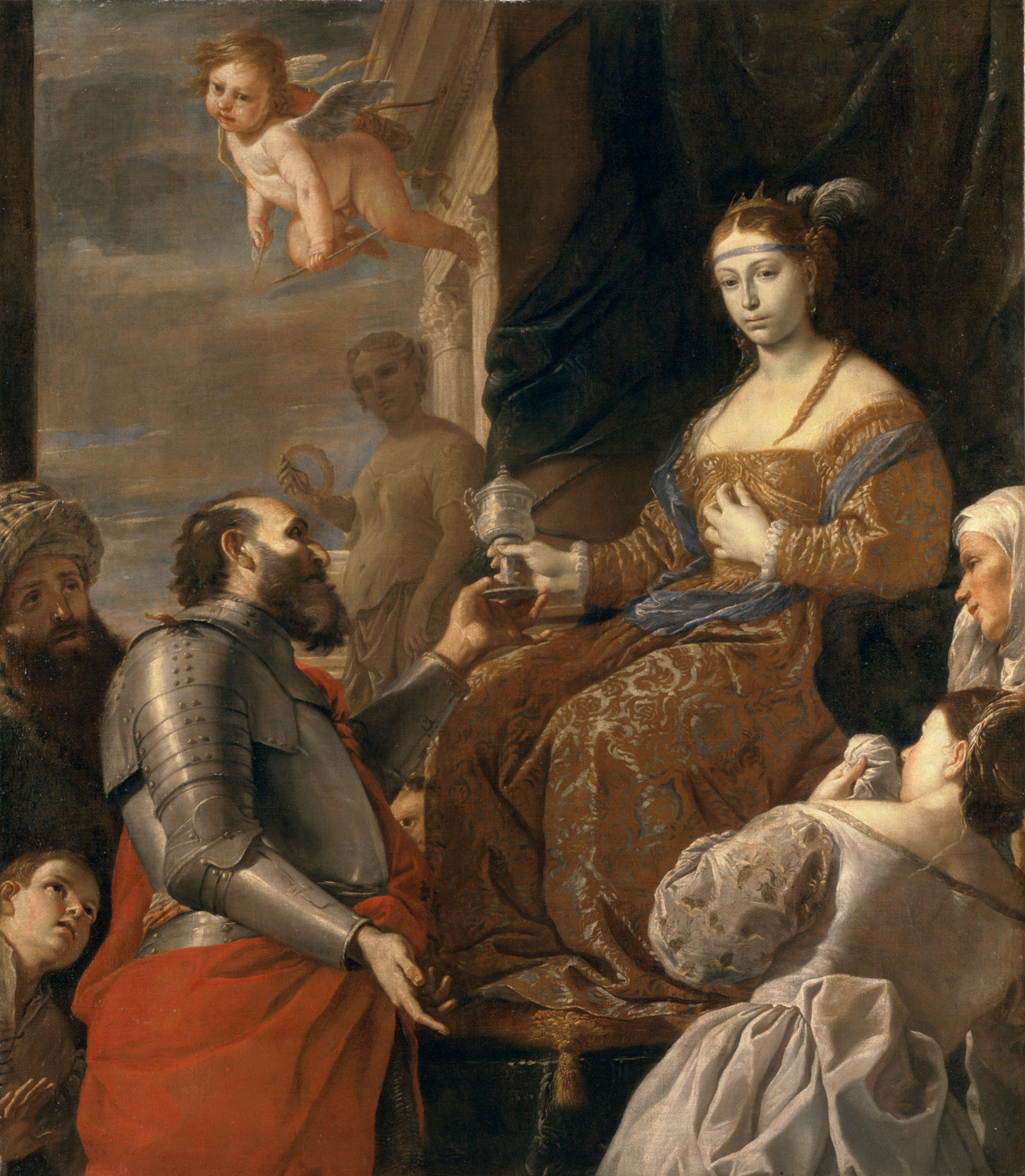
Смерть Софонісби, бл. 1660–1670 рр., 198 × 174 см, Museum of Fine Arts of LyonЛіонський музей красних мистецтв
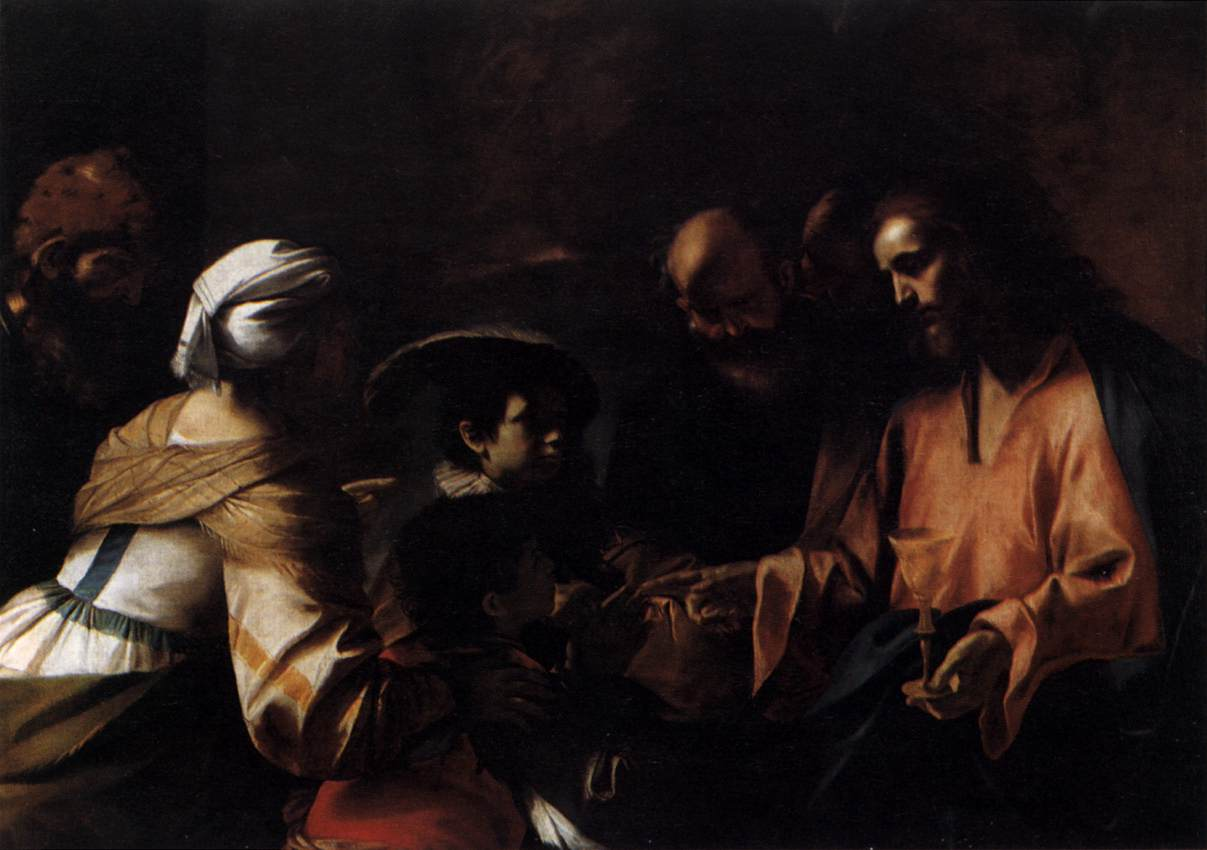
Мати, яка довіряє своїх синів Христу, бл. 1635-36 рр., 143 x 193 см, Пінакотека Брера, Мілан
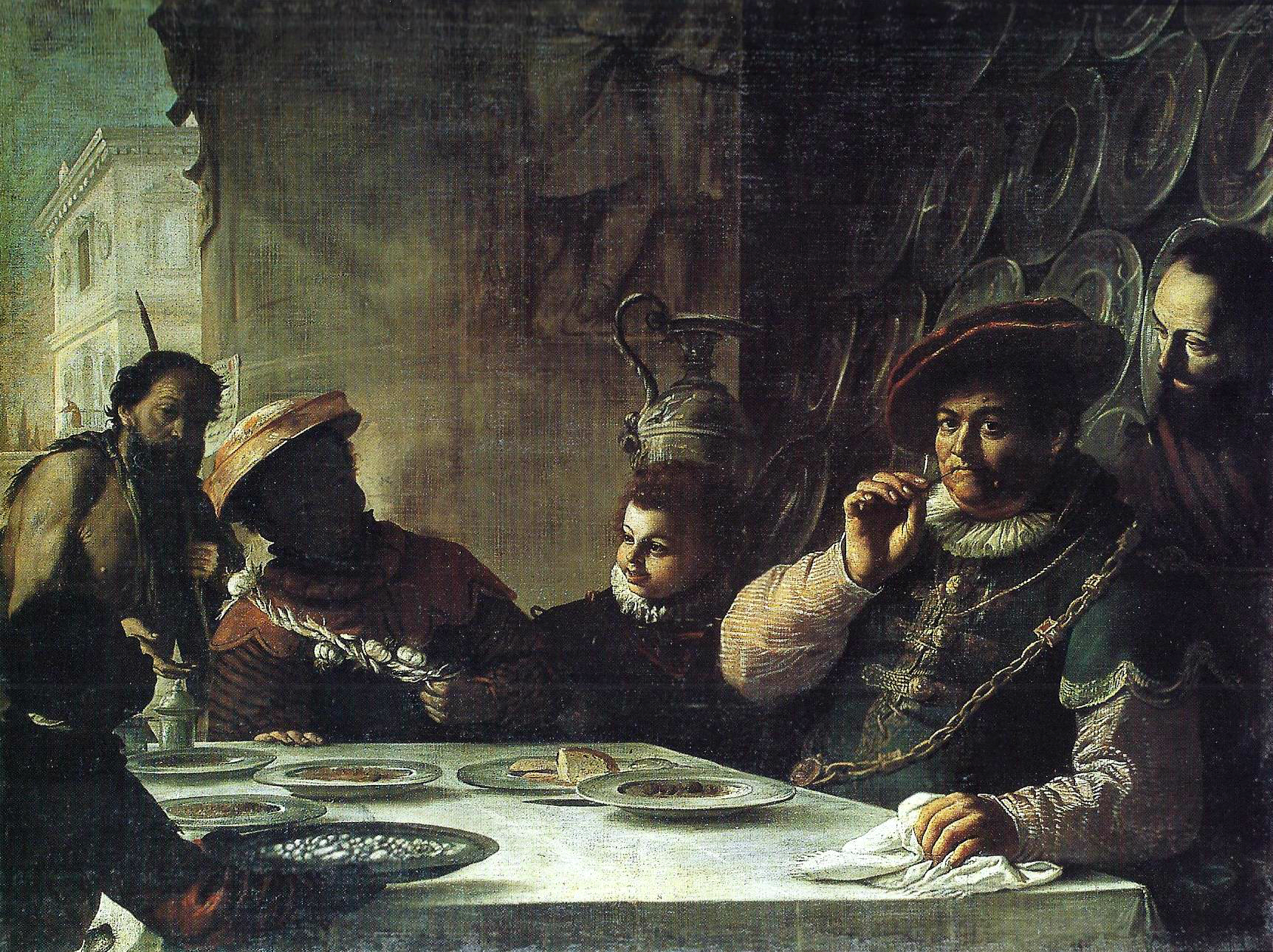
Банкет багатія-ласуна, бл. 1665 р., 148 × 200 см, Національна галерея античного мистецтва, Рим
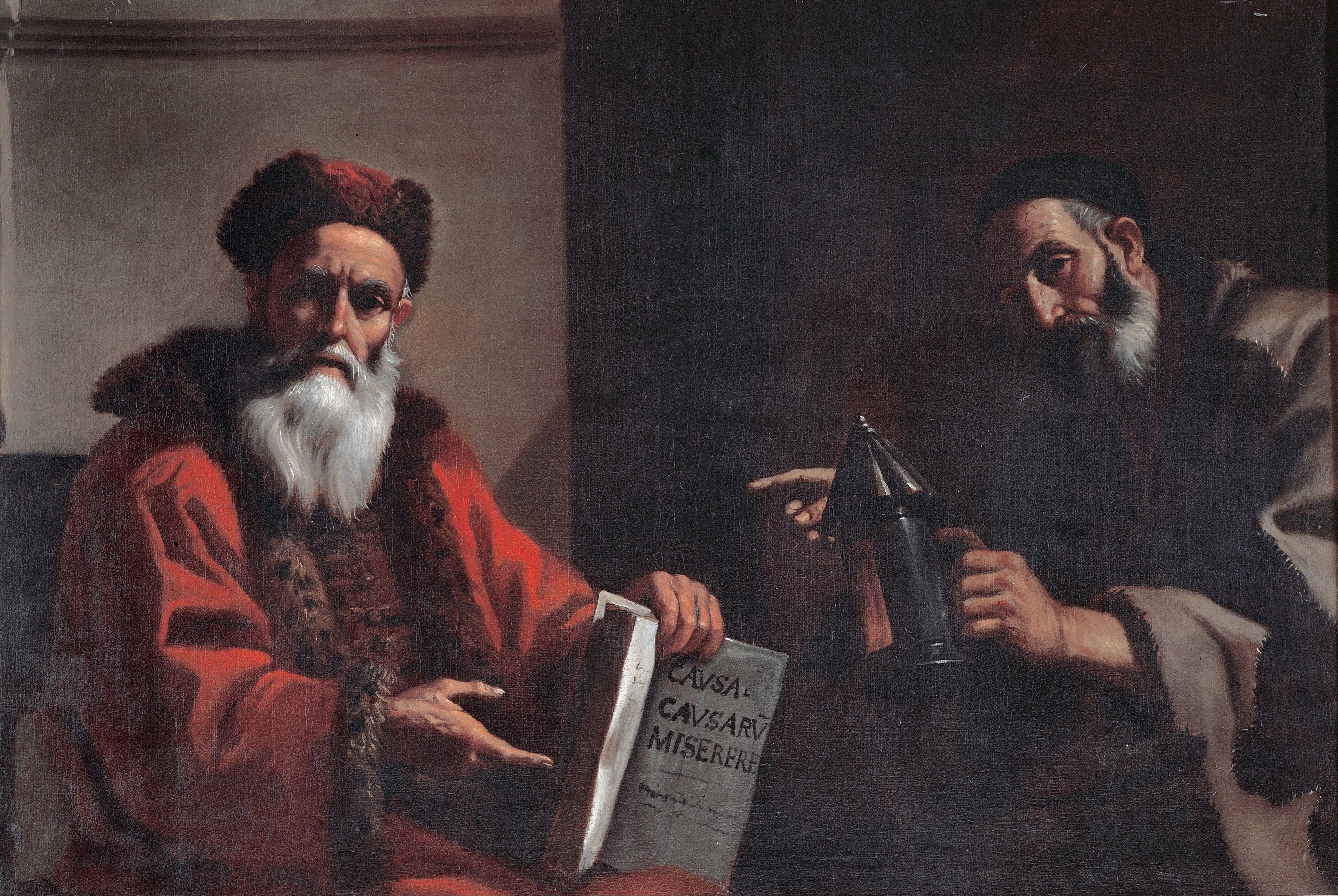
Платон і Діоген, бл. 1688 р., 101 × 151 см, Капітолійські музеї, Рим
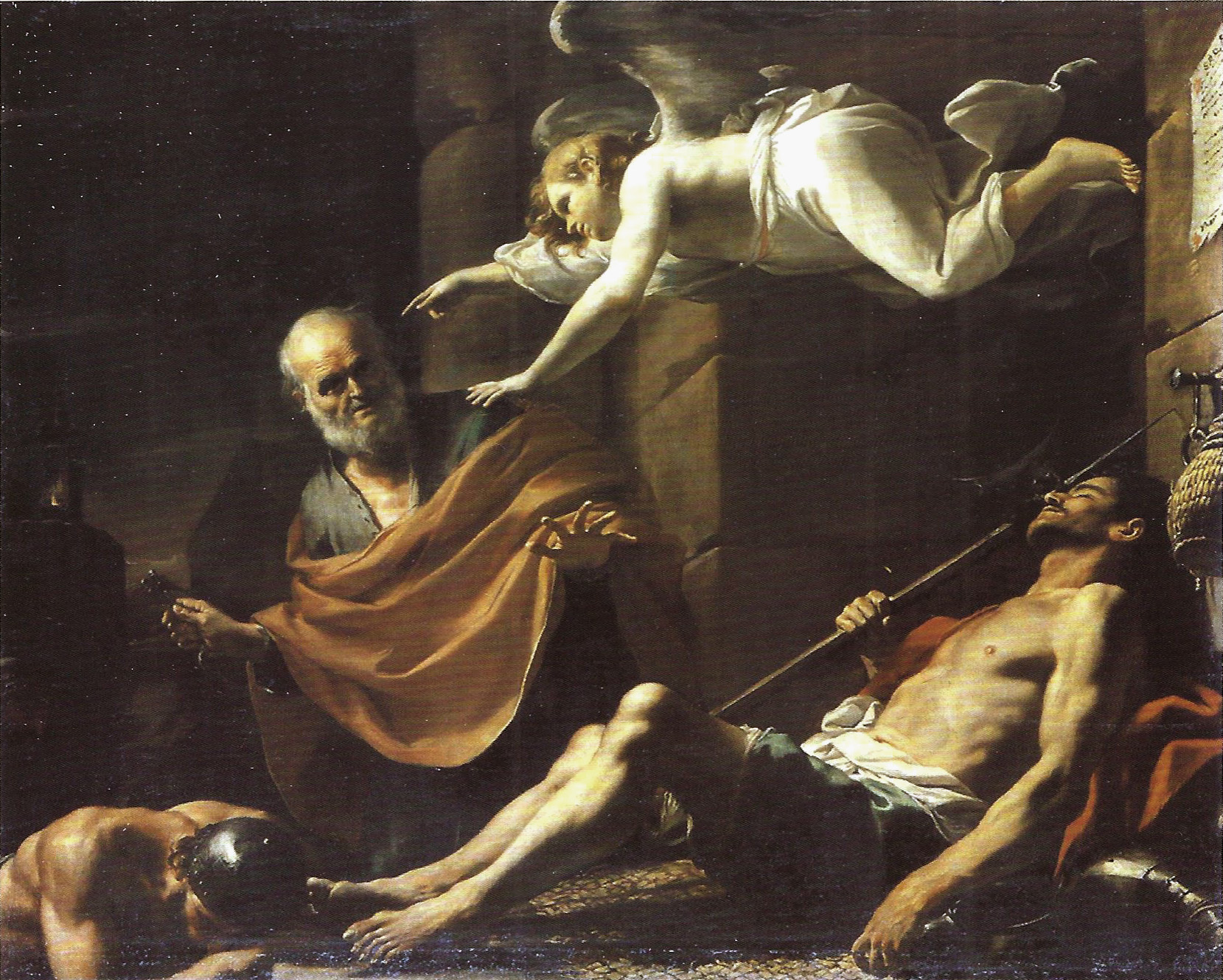
Визволення святого Петра з в'язниці, бл. 1650 р., 205 x 226 см, Галерея старих майстрів, Дрезден
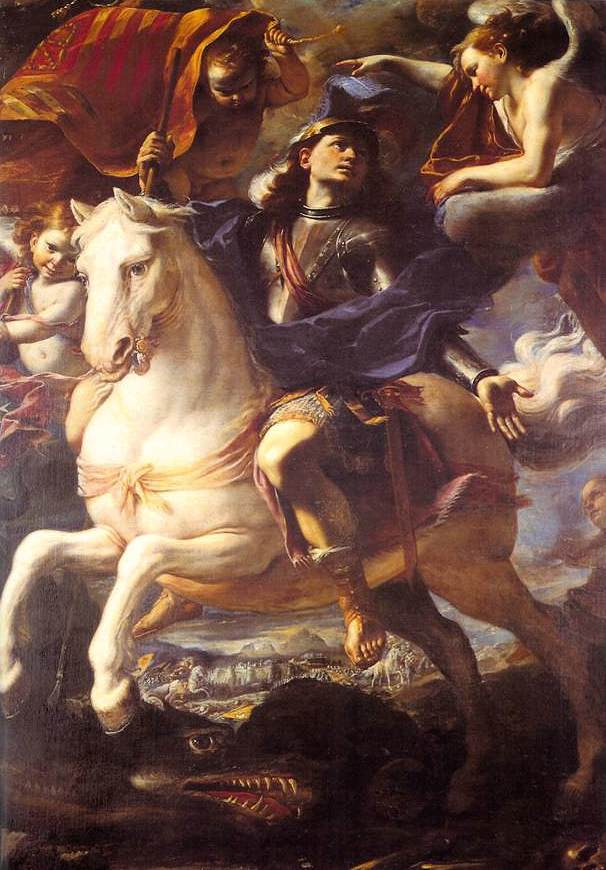
Святий Георгій на коні, 1658 р., 275 × 207 см, Собор Святого Іоанна, Валетта
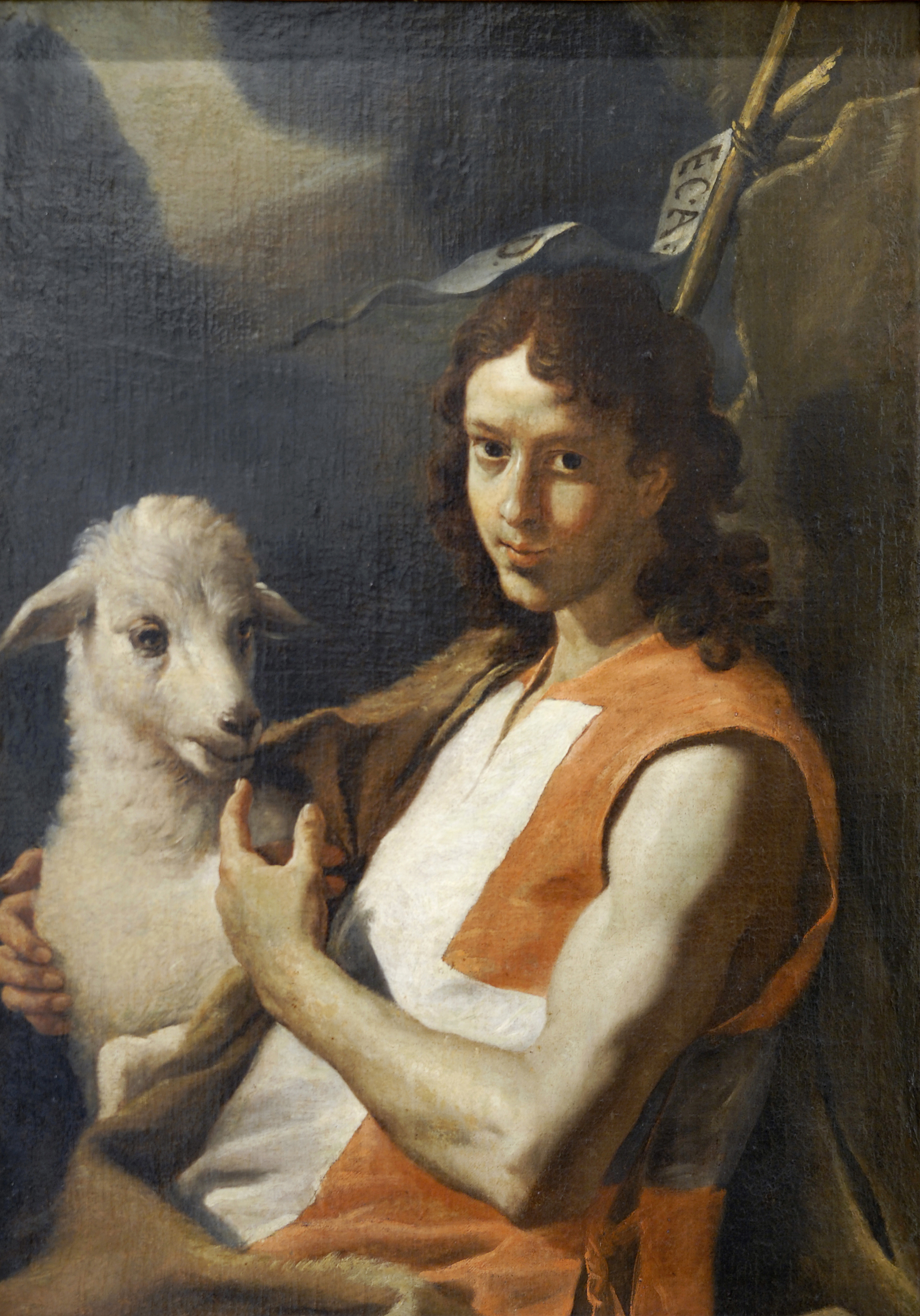
Святий Іоанн Хреститель у червоному плащі Ордену Святого Іоанна, 1671 р., 98 x 78 см, Національний музей образотворчих мистецтв, Мальта
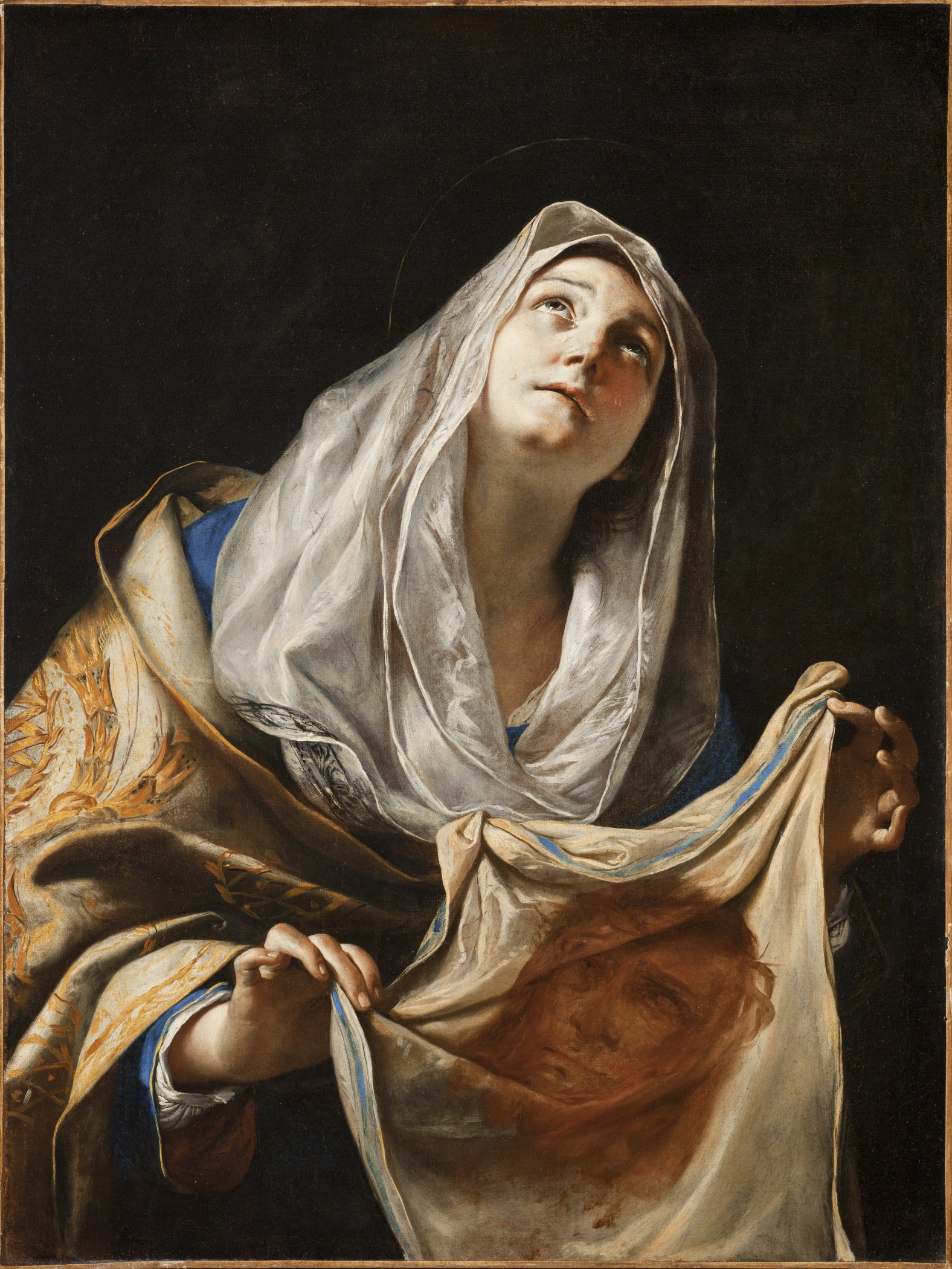
Свята Вероніка з хусткою, 1655-1660 рр., 100 x 74 см, Музей мистецтв округу Лос-Анджелес
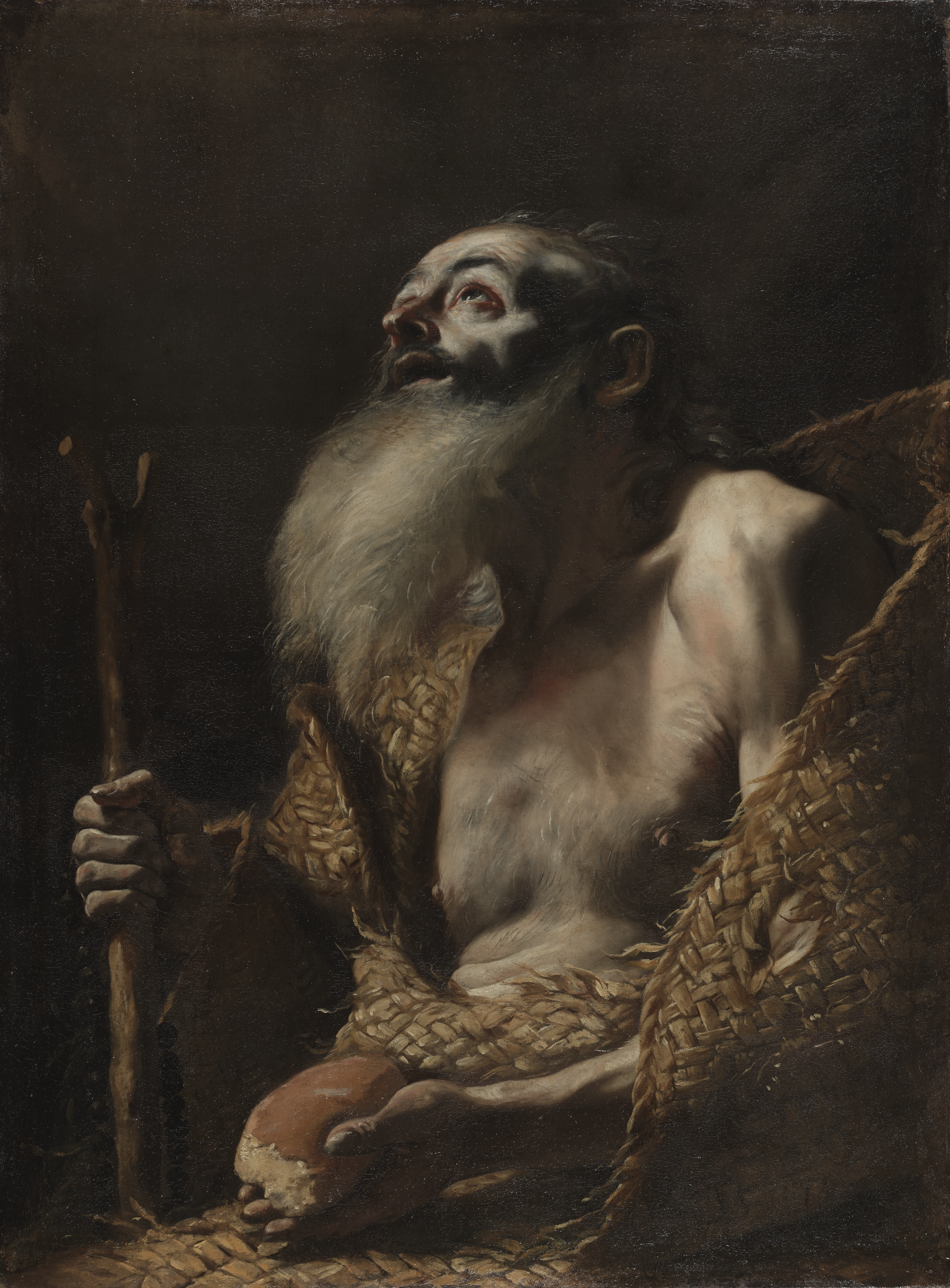
Святий Павло Пустельник, бл. 1662-1664 рр., 103 x 76 см, Клівлендський музей мистецтв
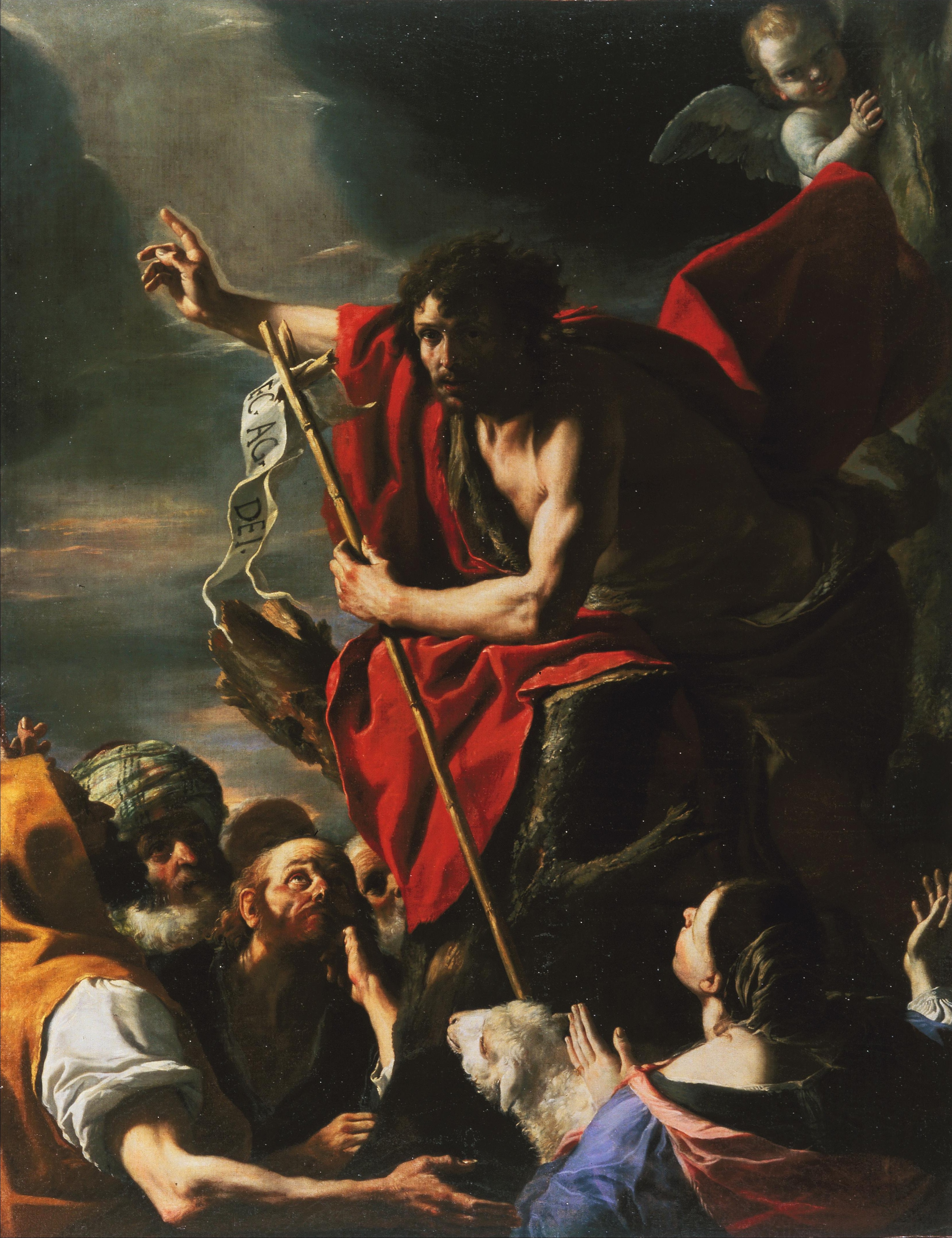
Проповідь Івана Хрестителя, бл. 1665 р., Витончено-мистецькі музеї Сан-Франциско
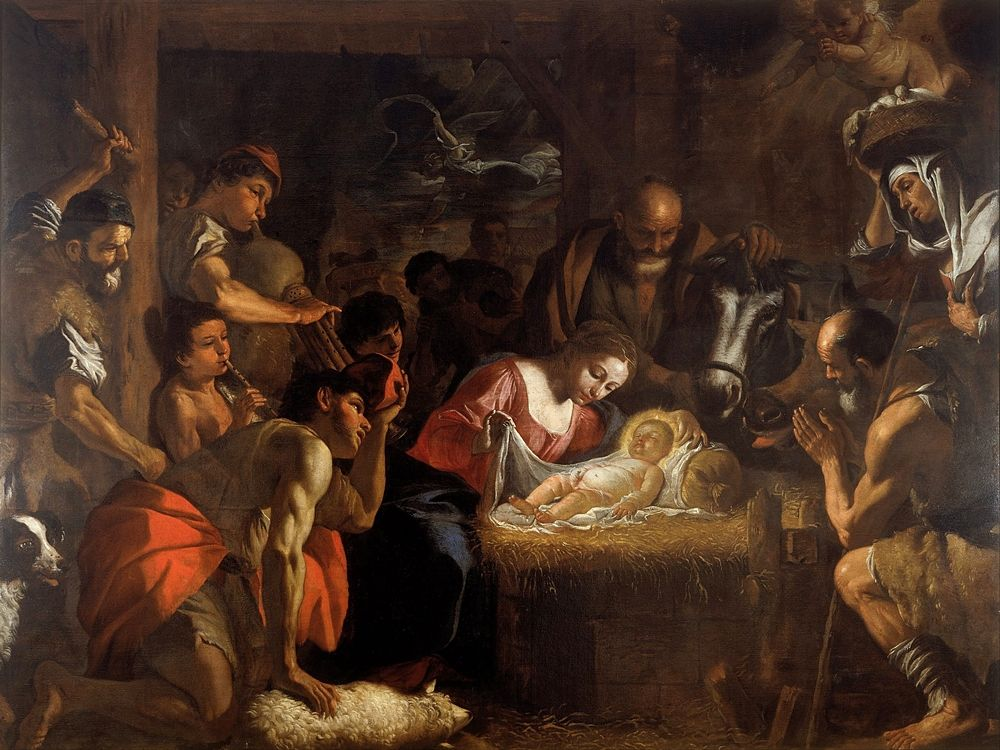
Поклоніння пастухів, бл. 1678 р., Галерея мистецтв Вокера, Ліверпуль
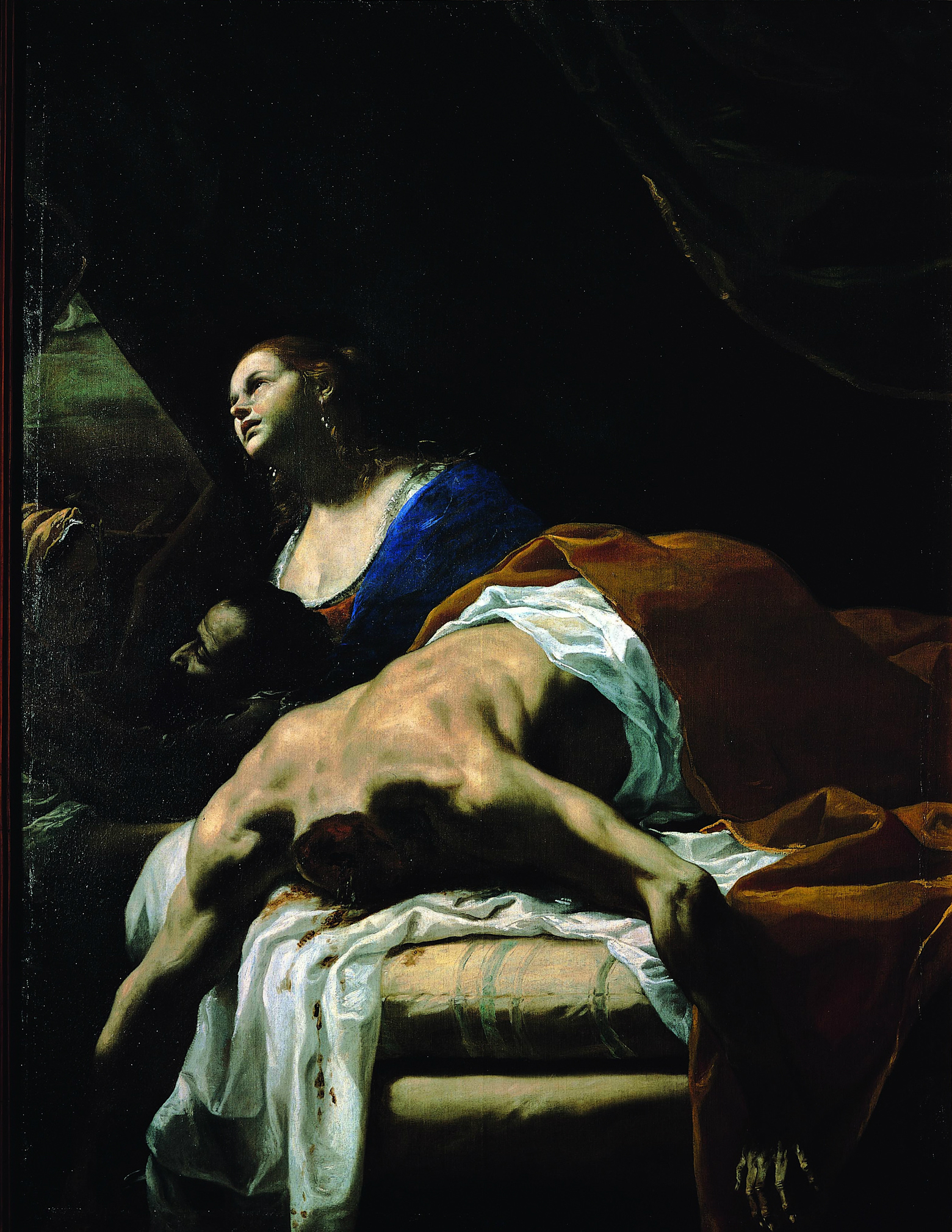
Юдита і Олоферн, бл. 1653-1654 рр., 186 x 143 см, Музей Каподімонте, Неаполь
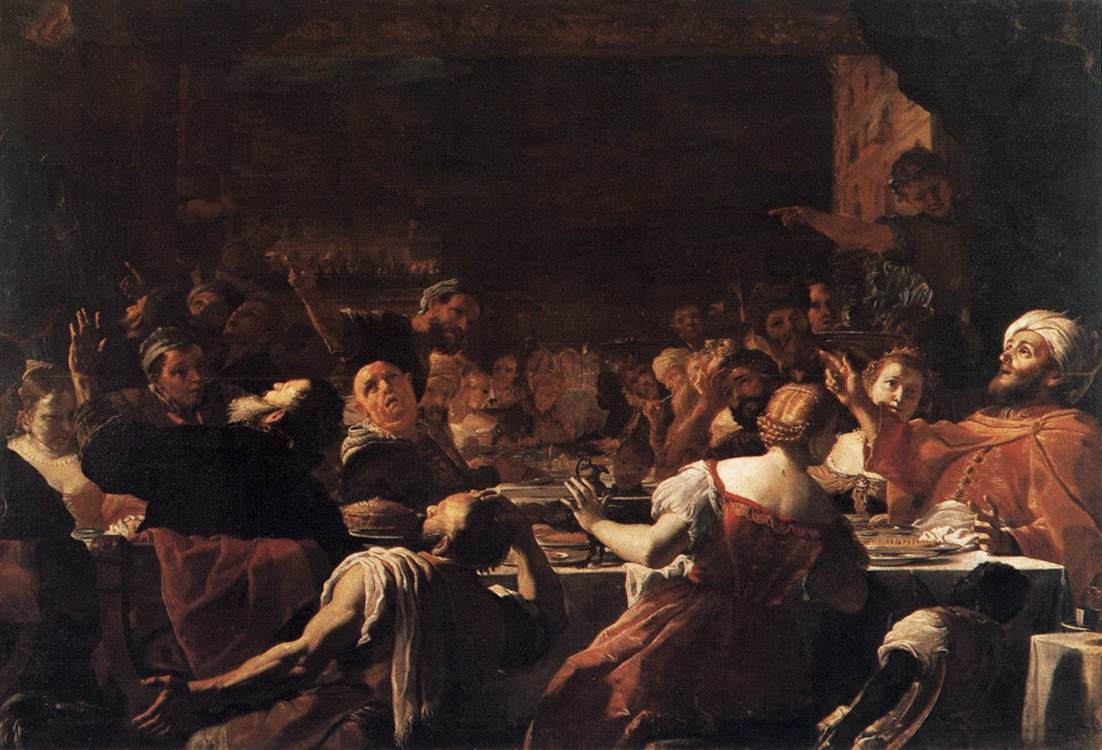
Бенкет Балдассаре, 1653-1659 рр., 202 x 297 см, Музей Каподімонте
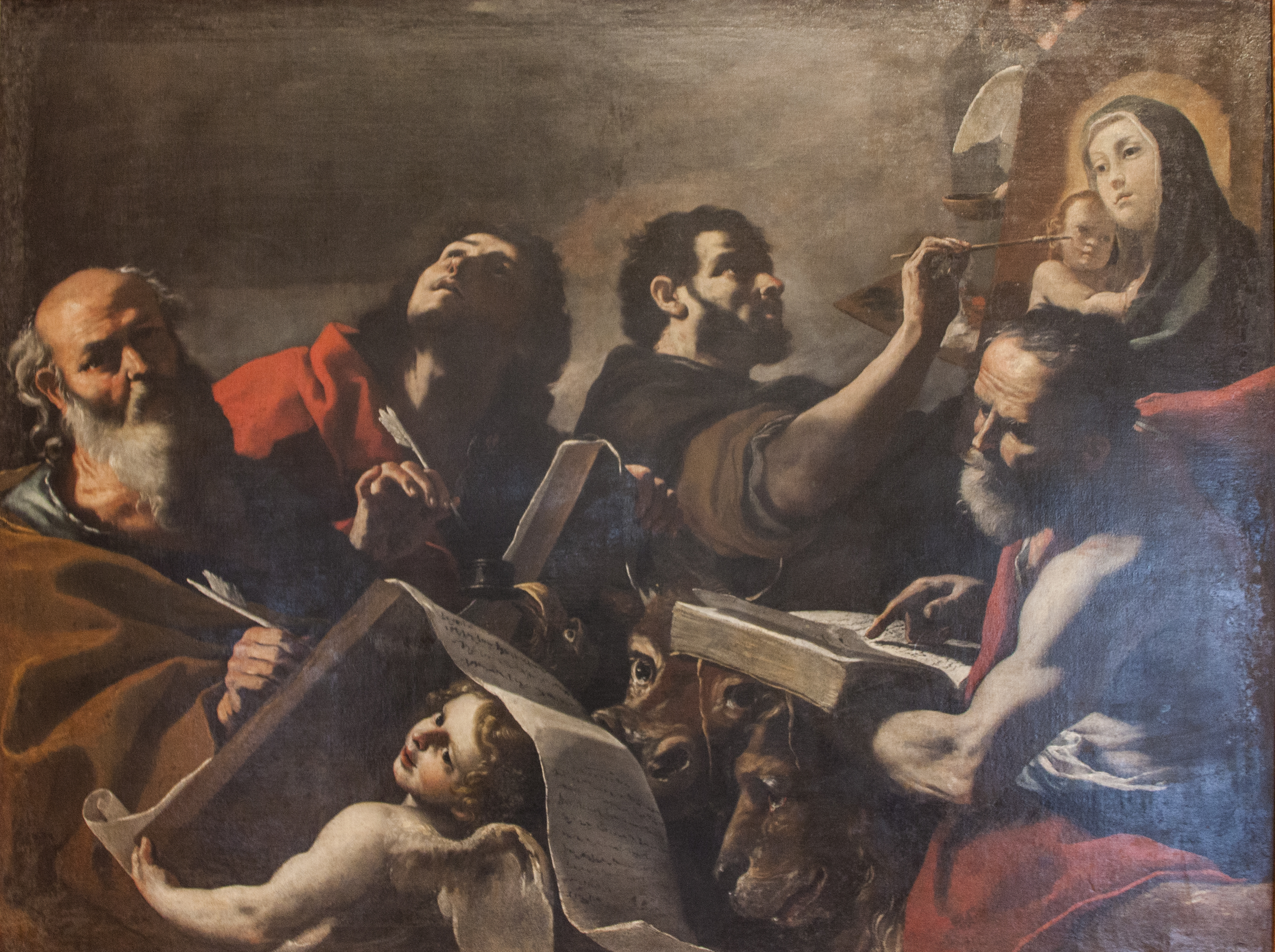
Чотири євангелісти, 1650 р., 153 x 207 см, Палаццо Абателліс, Палермо
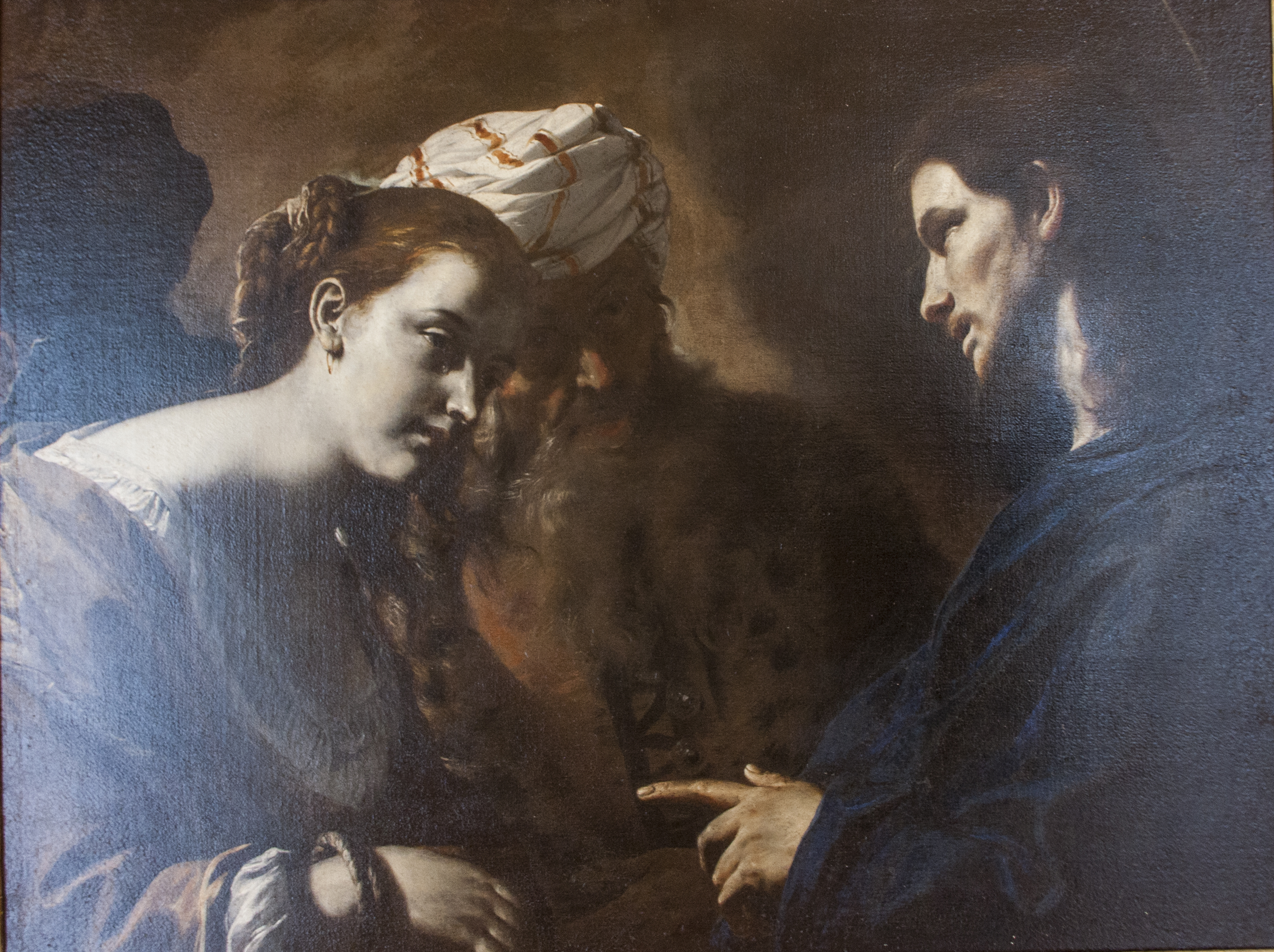
Христос і розпусниця, 1650 р., 85 x 117 см, Палаццо Абателліс
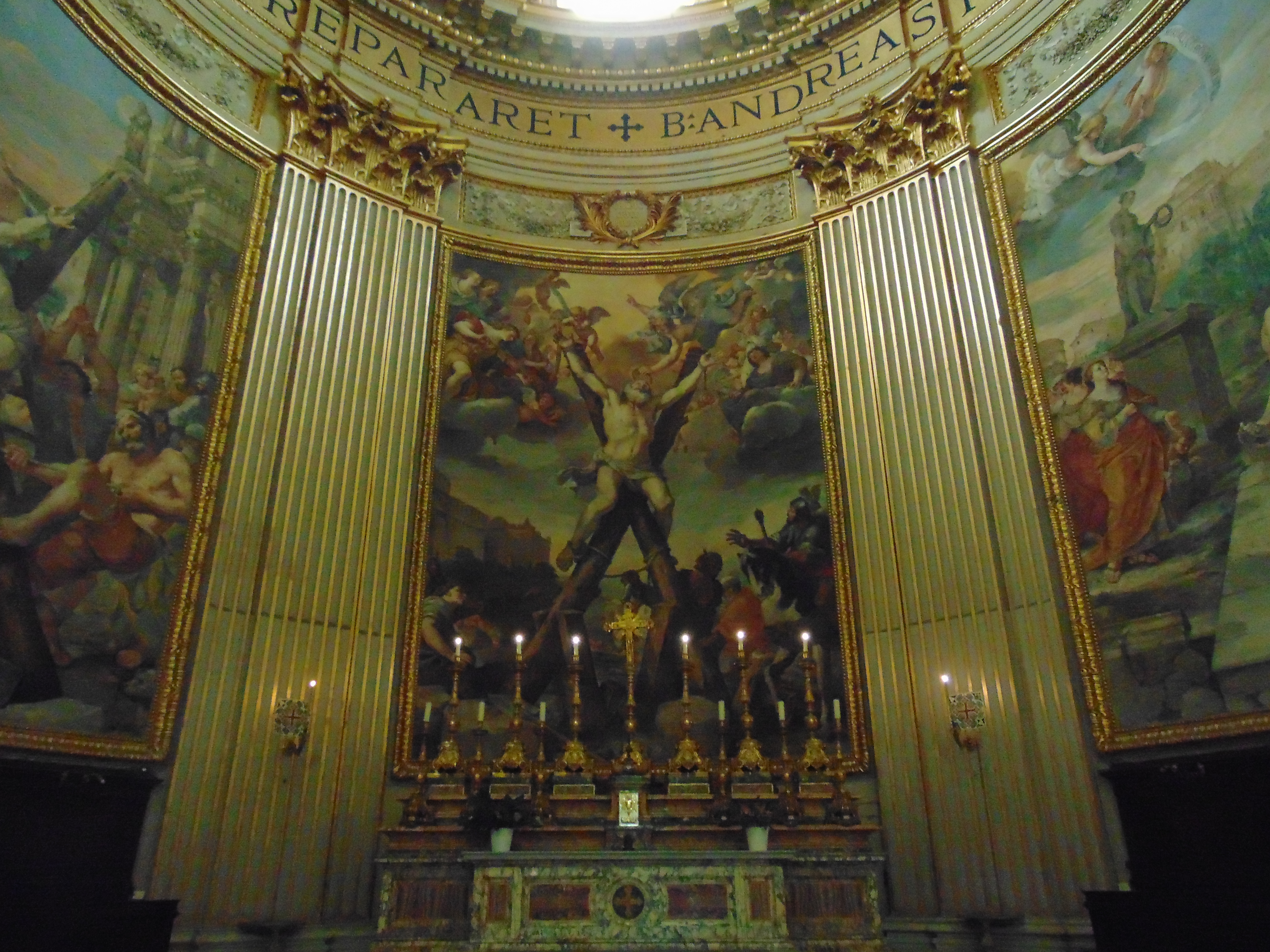
Мучеництво святого Андрія, 1650-1651 рр., Сант-Андреа-делла-Валле, Рим
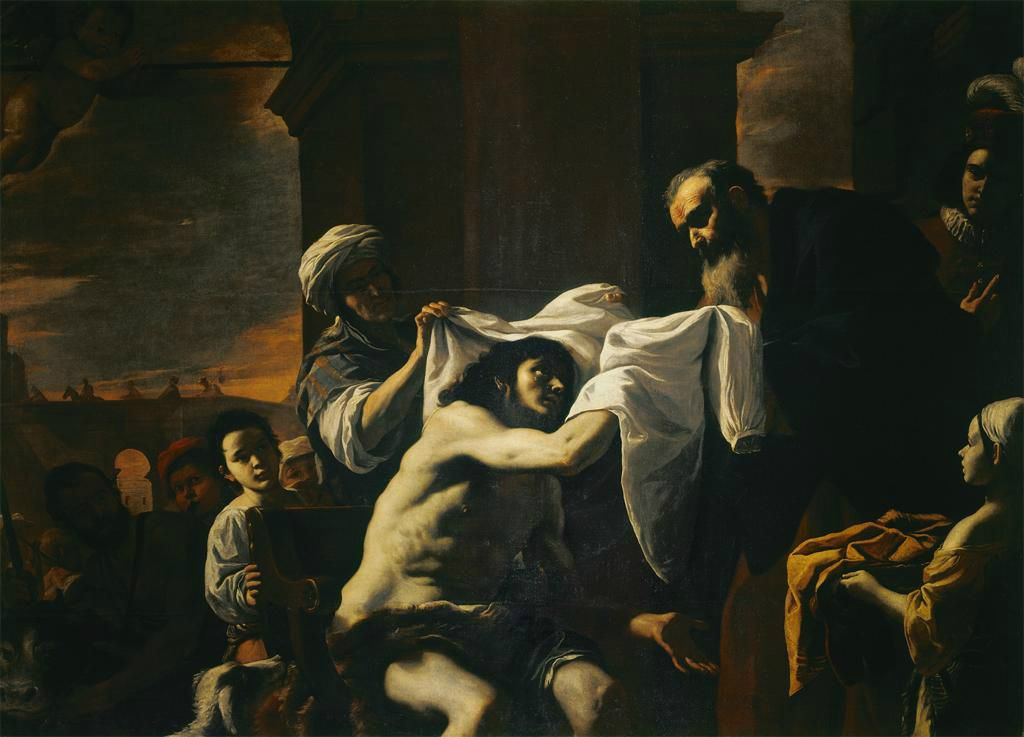
Повернення блудного сина, 1658 р., 202 x 285 см, Королівський палац Неаполя
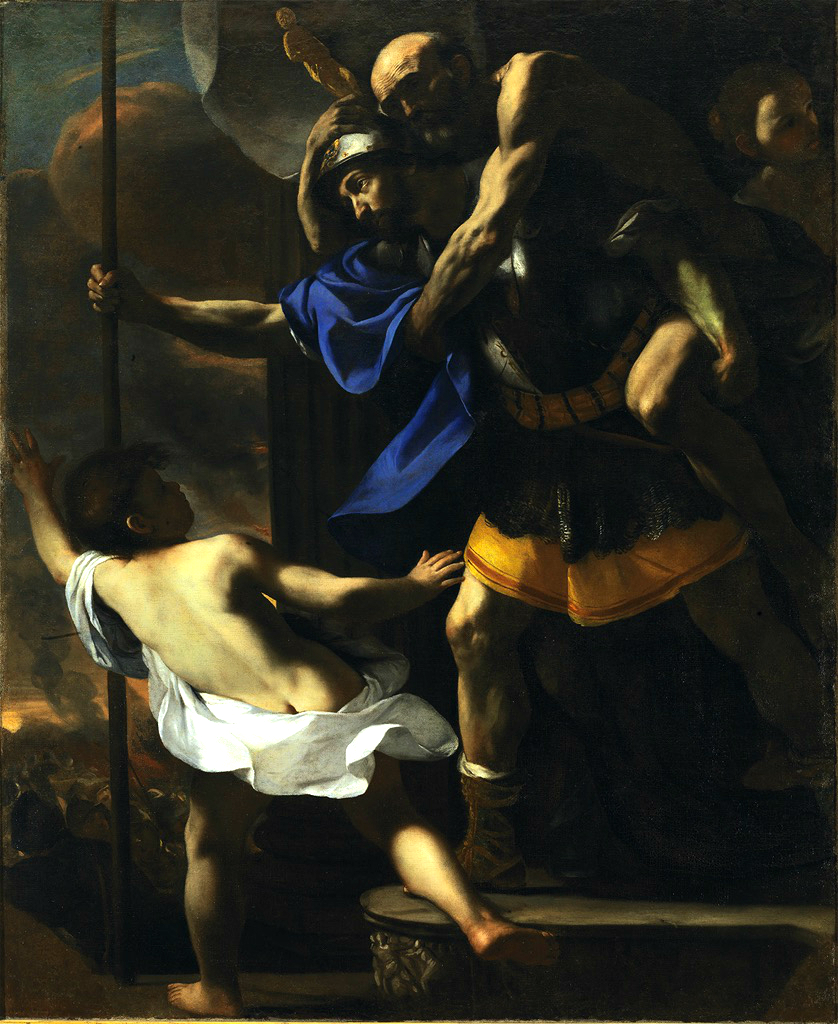
Еней, Анхіз і Асканій тікають з Трої, 1630 р., 86 x 153 см, Національна галерея античного мистецтва, Рим
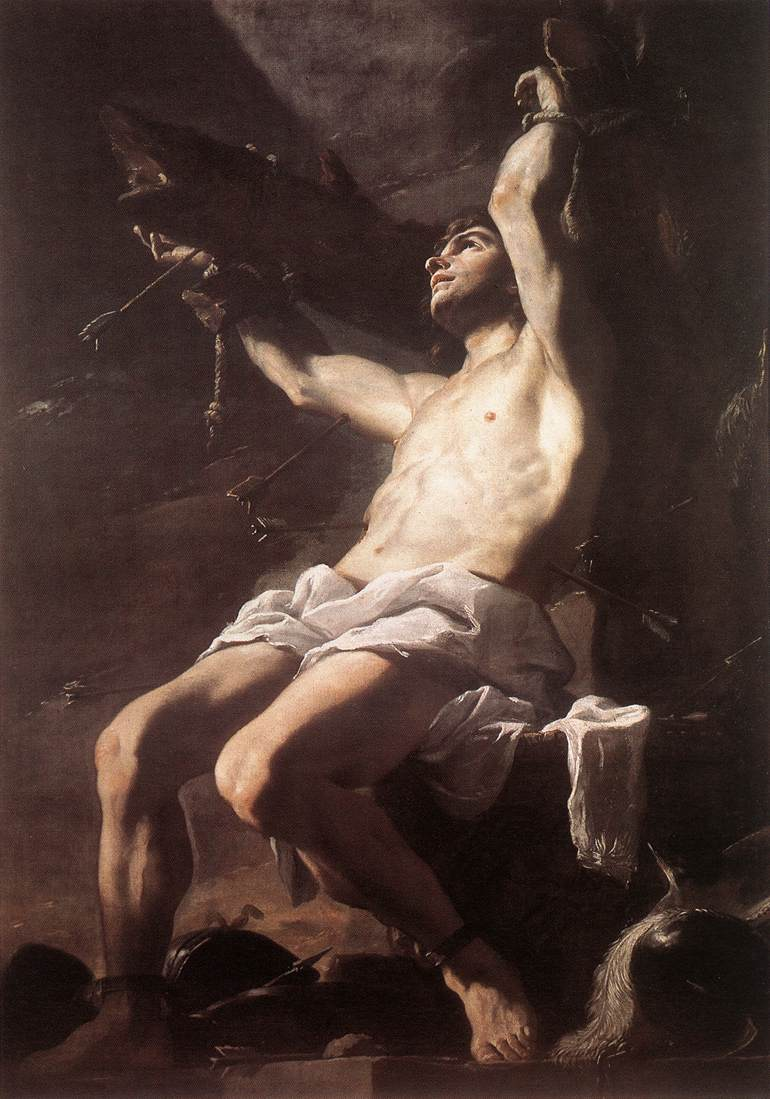
Святий Себастьян, 1660 р., 240 x 169 см, Музей Каподімонте
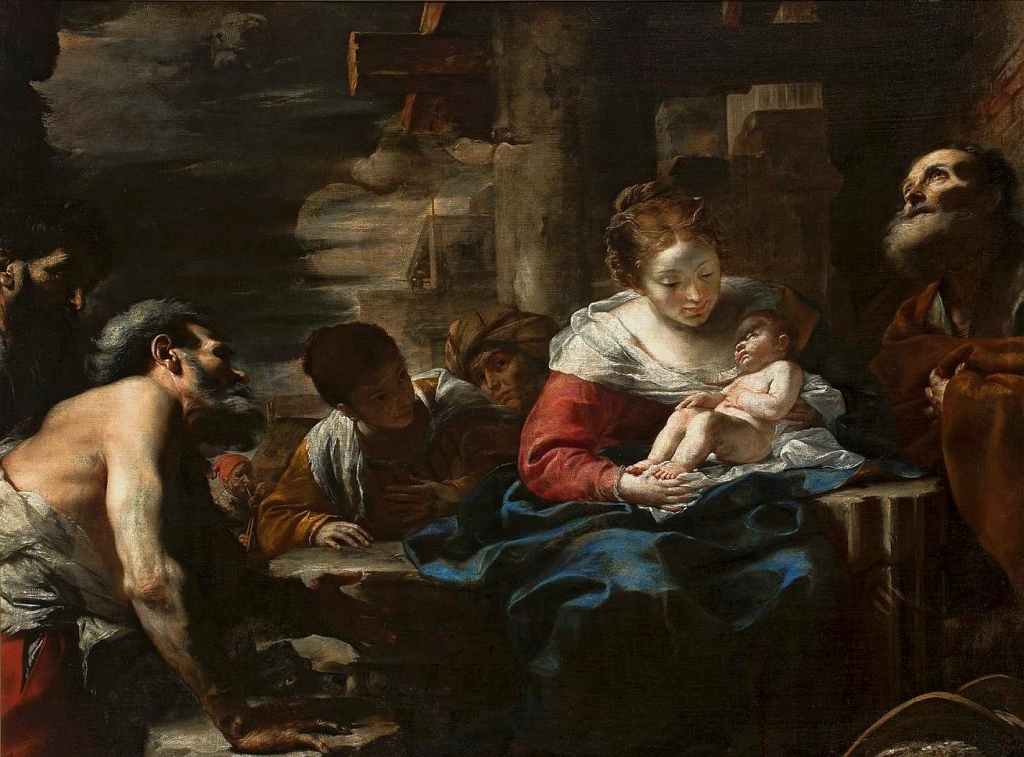
Поклоніння пастухів, 1645 р., 148 x 197 см, Національний музей, Варшава
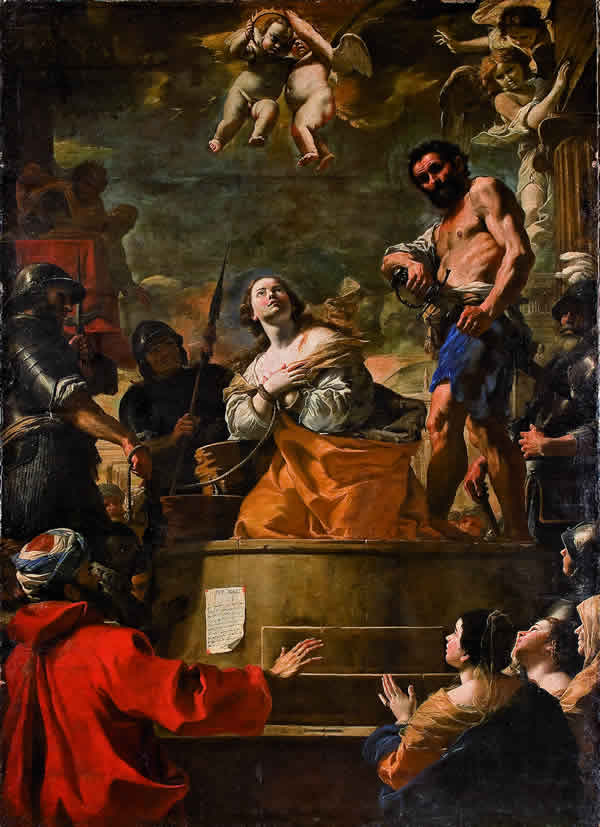
Мучеництво святої Катерини, 1659 р., 365 x 267 см, Церква Святої Катерини Італійської, Валетта, Мальта
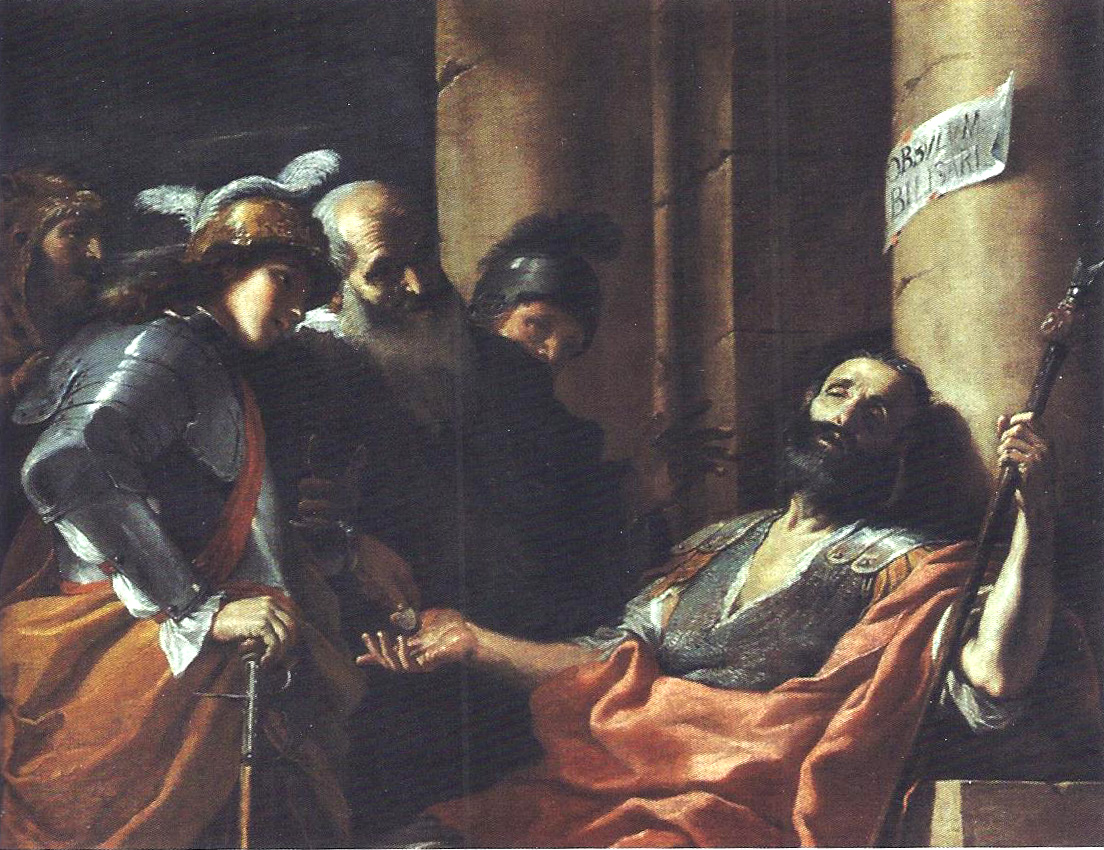
Белісарій, що приймає милостиню, 1665-1669 рр., 152 x 198 см, Музей Бойманса — ван Бенінгена, Роттердам

## Додаткова інформація
- Spike, John (1997). Mattia Preti e Gregorio Preti a Taverna. Catalogo completo delle opere. Centro Di.
- Spike, John (1999). Mattia Preti. Catalogo Ragionato dei Dipinti. Florence.
- Wittkower, Rudolf (1993). Art and Architecture Italy, 1600–1750. Pelican History of Art. Penguin Books Ltd. с. 330—331.